# Donne nella scienza

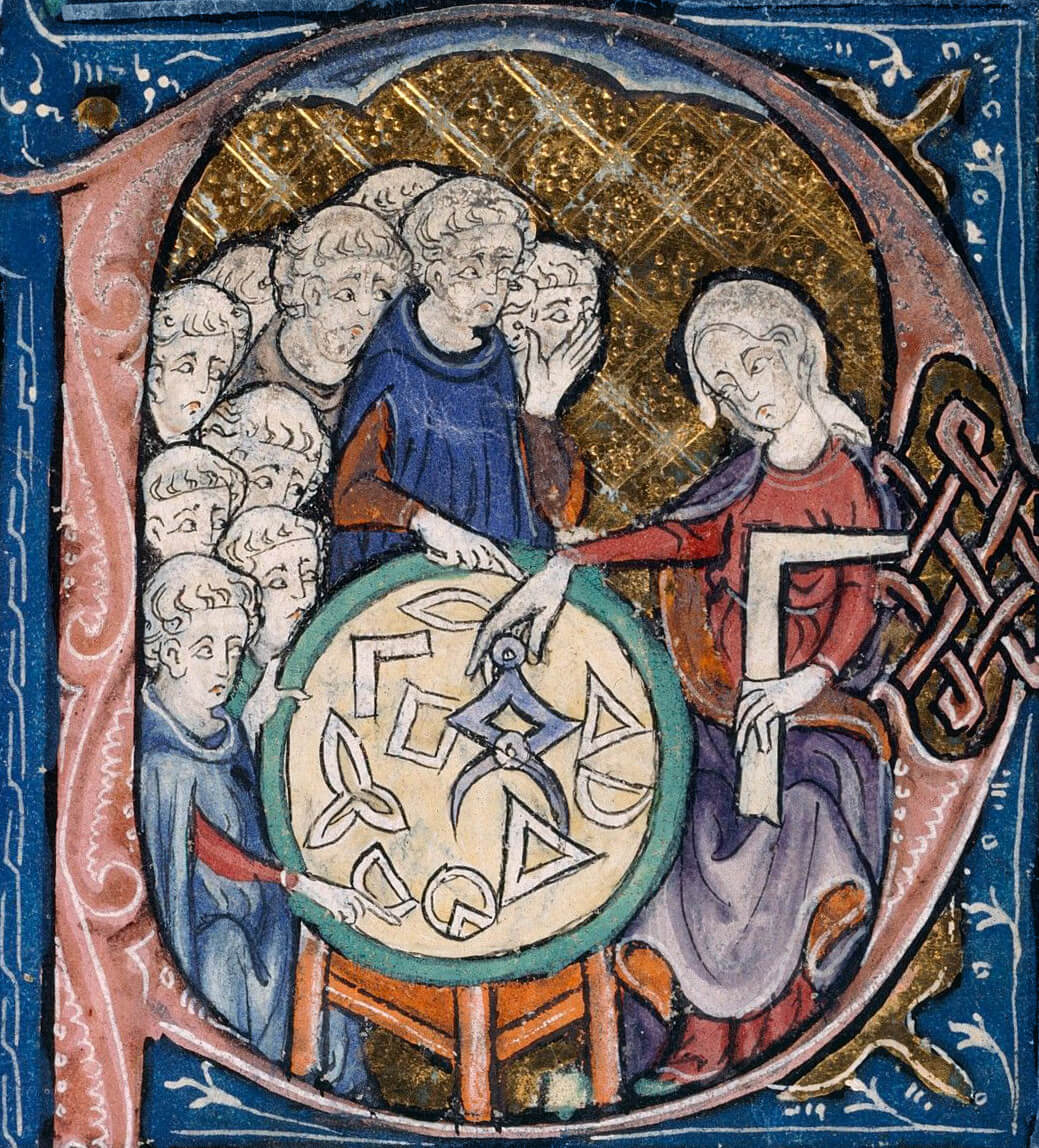
"Donna che insegna la geometria", illustrazione di una traduzione medievale degli Elementi (Euclide) (1310 circa).

Le donne hanno sin dall'antichità contribuito in maniera significativa allo sviluppo della scienza. Storici interessati alla relazione tra genere e scienza - come Margaret W. Rossiter, Londa Schiebinger, Éric Sartori e Yaël Nazé - hanno analizzato i risultati scientifici ottenuti dalle donne, gli ostacoli che hanno dovuto affrontare e le strategie che hanno attuato nel corso del tempo per far riconoscere il loro lavoro. Il rapporto tra scienza e genere, indagato da un punto di vista storico, critico e sociologico è divenuto uno dei temi esplorati dalla ricerca accademica.
Le donne praticarono la medicina fin dalla civiltà dell'antico Egitto e contribuirono anche alla protoscienza dell'alchimia nel corso del I-II secolo. Ipazia di Alessandria, importante matematica, astronoma e filosofa dell'antica Grecia (IV-V secolo), è diventata con la sua uccisione simbolo di autonomia femminile e della libertà del pensiero scientifico da qualsiasi pregiudizio religioso.
Durante il Medioevo, le donne escluse dalle Università - fondate a partire dall'XI secolo - e da ogni forma di istruzione pubblica, trovarono rifugio nei monasteri, all'interno dei quali alcune di loro - come la badessa Ildegarda di Bingen - poterono svolgere i loro studi, anche di carattere scientifico e naturalistico; molte altre donne comuni, nelle loro case, continuarono a praticare la medicina e l'erboristeria.
In Italia la prima donna ad aver ottenuto una laurea e una cattedra onoraria, ma stipendiata, in campo scientifico, fu Laura Bassi, laureatasi nel 1732 all'università di Bologna, dove avviò corsi di fisica sperimentale. Durante il XIX secolo le donne in Europa e negli Stati Uniti intrapresero numerose proteste per conquistare il diritto all'istruzione; sulla spinta delle loro richieste e delle mutate condizioni sociali vennero fondati i primi college femminili, importanti opportunità di formazione per le scienziate.
Marie Curie, la prima donna a ricevere un premio Nobel nel 1903 per la fisica, riuscì, con i suoi studi sulla radioattività, ad ottenerne un secondo per la chimica nel 1911.
Tra il 1901 e il 2021 hanno ricevuto il Premio Nobel 58 donne su un totale di 947 vincitori (6,1%): 29 donne tra il 1901 e il 2000, 29 tra il 2001 e il 2021. Delle 58 vincitrici, 23 hanno ricevuto il premio Nobel in campo scientifico: 4 per la fisica, 7 per chimica (il Nobel del 2020 è stato condiviso fra Emmanuelle Charpentier e Jennifer Doudna), 12 per la medicina (il Nobel del 2009 è stato condiviso fra Elizabeth H. Blackburn e Carol W. Greider).

## Storia

### Storia antica
Il coinvolgimento delle donne nel campo della medicina antica è stato registrato in diverse culle della civiltà. Peseshet, vissuta durante la IV dinastia o V dinastia, viene descritta in un'iscrizione dell'antico Egitto come "medico-capo", e viene spesso nominata come la prima donna medico conosciuta nella storia.
Agamede viene citata dal poeta epico Omero come guaritrice di Elis prima della guerra di Troia, durante il periodo elladico.

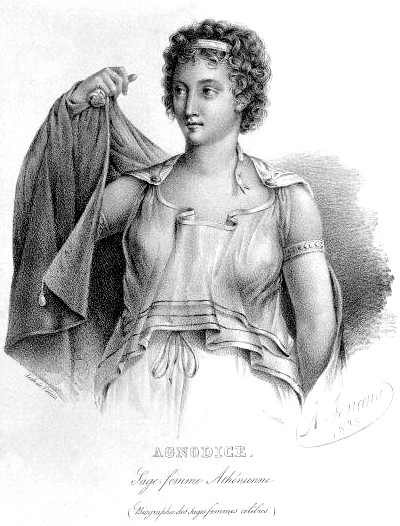
La greca Agnodice, medico in ostetricia e ginecologia.

Secondo quanto racconta lo scrittore romano Igino Agnodice fu la prima specializzata in ostetricia e ginecologia a praticare tale professione medica nell'Atene classica del IV secolo a.C.
Lo studio della filosofia della natura nell'antica Grecia rimase aperto alle donne; alcuni tra gli esempi registrati più significativi possono includere Aglaonice, studiosa di astronomia che predisse l'eclisse e Teano (filosofa), specializzata in matematica oltre ad essere medico; ella fu allieva (e anche con molta probabilità moglie) di Pitagora. La scuola di Crotone fondata dai pitagorici includeva anche molte altre donne.
Durante il periodo della civiltà dei Babilonesi, circa nel 1.200 a.C., la profumiera Tapputi fu in grado di ottenere le essenze dalle piante utilizzando procedure di estrazione e distillazione, ed è per questo ritenuta la prima chimica della storia.
Anche durante il periodo dinastico dell'antico Egitto le donne sono state coinvolte nella chimica applicata, come la fabbricazione della birra e la preparazione di composti medicinali. Un buon numero di donne è stato registrato per aver contribuito in modo significativo all'alchimia; molte di loro vissero ad Alessandria d'Egitto intorno al I-II secolo, quando la tradizione dello Gnosticismo condusse ad una rivalutazione positiva dei contributi femminili.

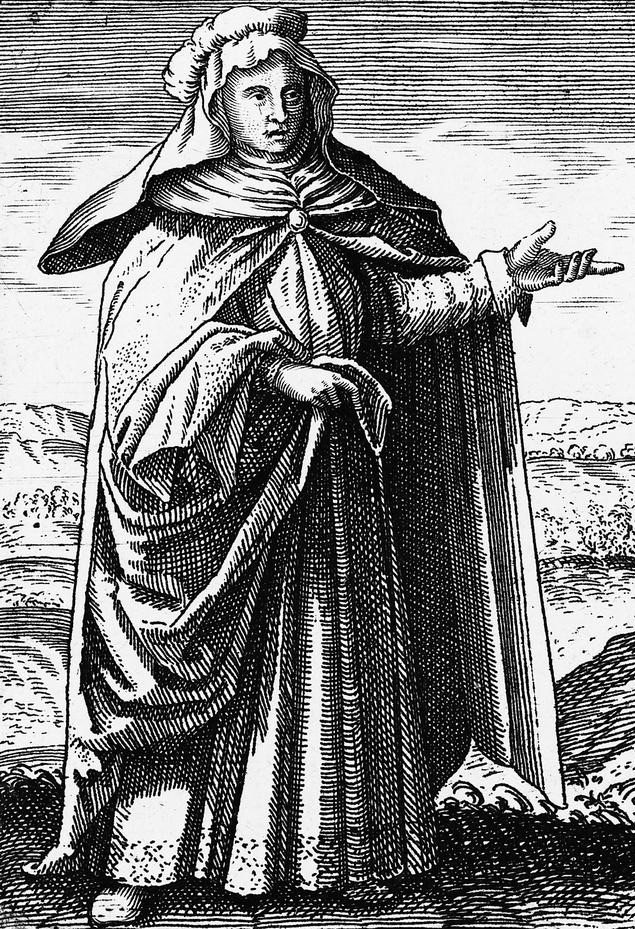
L'alchimista Maria la Giudea (di Michael Maier).

La più famosa tra queste donne alchimiste fu senza ombra di dubbio Maria la Giudea, accreditata per aver inventato alcuni sistemi come il bagnomaria - utilizzato nella scienza, nell'industria e nella cucina per riscaldare delicatamente i materiali o per mantenerli caldi per un periodo di tempo - e il miglioramento o la creazione di strumenti di distillazione. Tali attrezzature venivano chiamati kerotakis (distilleria semplice) e tribikos (distilleria complessa).

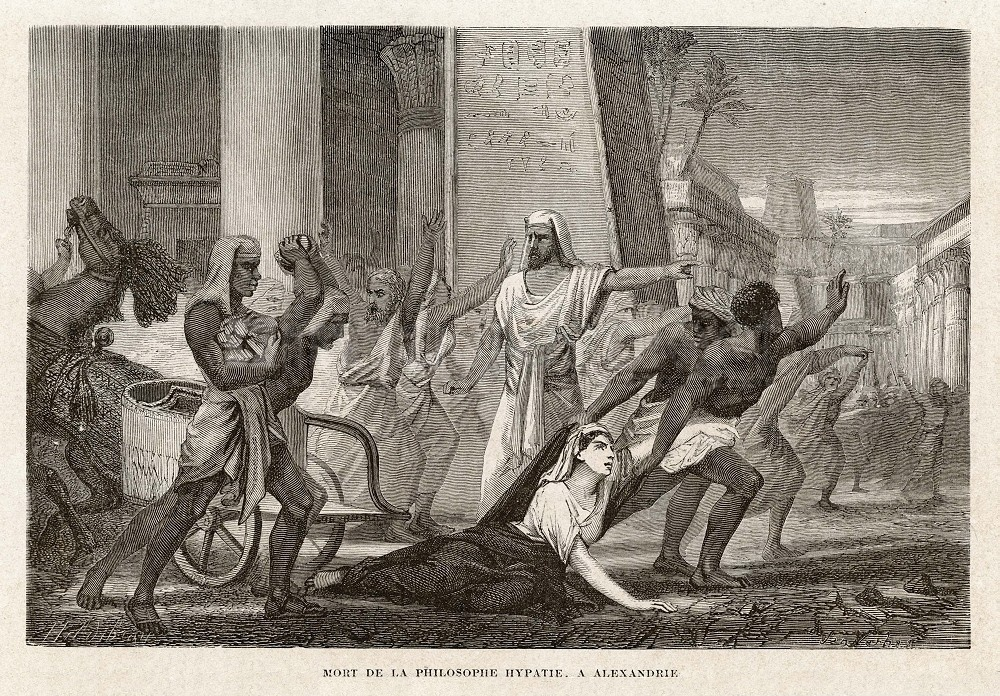
La matematica e filosofa pagana Ipazia mentre subisce il linciaggio per opera di una marmaglia di fanatici cristiani ad Alessandria d'Egitto nel 415.

Ipazia (350-415), figlia del matematico Teone di Alessandria, maestra di astronomia, filosofia e matematica, fu un'insegnante ben nota alla scuola del neoplatonismo alessandrino. Prima donna matematica su cui sono sopravvissute informazioni dettagliate, apportò importanti contributi a tale scienza. Scrisse tre importanti trattati sulla geometria, l'algebra e l'astronomia. Inventò il densimetro e l'astrolabio, oltre che uno strumento per la distillazione dell'acqua.
Era a capo di una scuola filosofica e insegnò a molti studenti.  Nel 415 d.C. fu coinvolta in una disputa politica tra Cirillo, vescovo di Alessandria, e Oreste, il governatore romano, che portò una folla di sostenitori di Cirillo a spogliarla, smembrarla e bruciarne il corpo.

### Medioevo europeo
L'alto Medioevo in Europa, conosciuto anche come "l'età oscura", fu segnato principalmente dal declino e caduta dell'impero romano d'Occidente; tutto l'occidente latino entrò in un periodo di grandi difficoltà, che influenzerà drammaticamente anche la produzione intellettuale dell'intero continente europeo. Sebbene la Natura fosse ancora vista come un sistema che avrebbe potuto essere compreso alla luce della ragione, vi fu una grande carenza di ricerca effettivamente scientifica ed innovativa.
Non il mondo cristiano predominante, bensì il mondo arabo nascente fu quello che mantenne inizialmente in vita la scienza, scrivendo studi scientifici originali ed impegnandosi a fare copie di manoscritti provenienti dall'epoca dell'antichità classica. Durante tutto questo periodo il cristianesimo fu in forte espansione e con esso pian piano venne il ripristino della civiltà occidentale; questa si sviluppò lentamente soprattutto grazie ai monasteri e ai conventi di suore, impegnati ad allevare le abilità di lettura e scrittura oltre che raccogliendo e ricopiando molti scritti di studiosi del passato.
Senza questi due fattori, lo sviluppo del monachesimo cristiano e la conservazione delle opere passate attuate dall'Islam, la civiltà europea non si sarebbe forse più risvegliata.

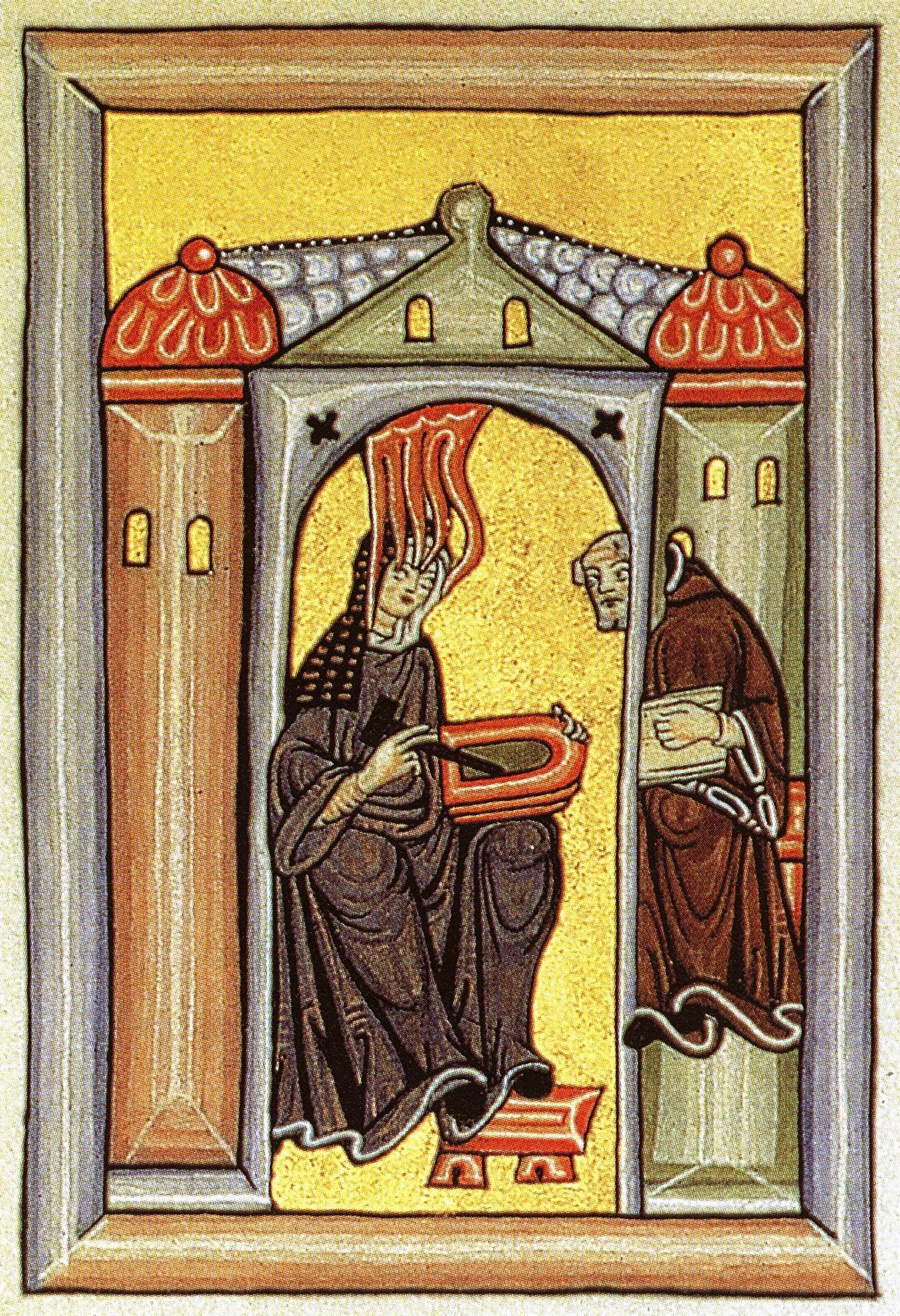
Ildegarda di Bingen mentre riceve l'ispirazione divina.

I conventi furono importanti luoghi d'istruzione per le donne in quanto incoraggiarono lo studio; alcune di queste comunità permisero anche alle donne di partecipare e contribuire attivamente alla ricerca scientifica. Un esempio in tal senso è dato dalla badessa tedesca Ildegarda di Bingen (1098-1179), celebre filosofa e studiosa di botanica già ai suoi tempi nonché prolifica scrittrice; ella trattò di vari argomenti scientifici tra cui la medicina, la botanica e la storia naturale.
Un'altra famosa badessa tedesca fu Roswitha di Gandersheim (935-1000 circa) la quale incoraggiò anche le donne ad essere intellettuali; fu scrittrice e poetessa.
Tuttavia con la crescita del numero e del relativo potere di questi conventi femminili, la gerarchia clericale maschile non accolse granché favorevolmente una tale situazione così venutasi a creare; si produssero conflitti ed attacchi sempre più accesi contro l'avanzamento scientifico delle donne. Questo fatto colpì molti ordini religiosi i quali chiusero l'accesso alle donne e fecero sciogliere i loro monasteri; finendo con l'escludere in generale le donne dalla capacità d'imparare a leggere e a scrivere. Il mondo scientifico in generale si chiuse, limitando così l'influenza delle donne nei campi e nei saperi scientifici.
Nell'XI secolo emersero le prime università; le donne rimasero per la stragrande maggioranza dei casi escluse dall'istruzione universitaria, tuttavia con alcune importanti e notevoli eccezioni. L'università di Bologna ad esempio permise alle donne di frequentarne le lezioni fin dalla sua fondazione avvenuta nel 1088.

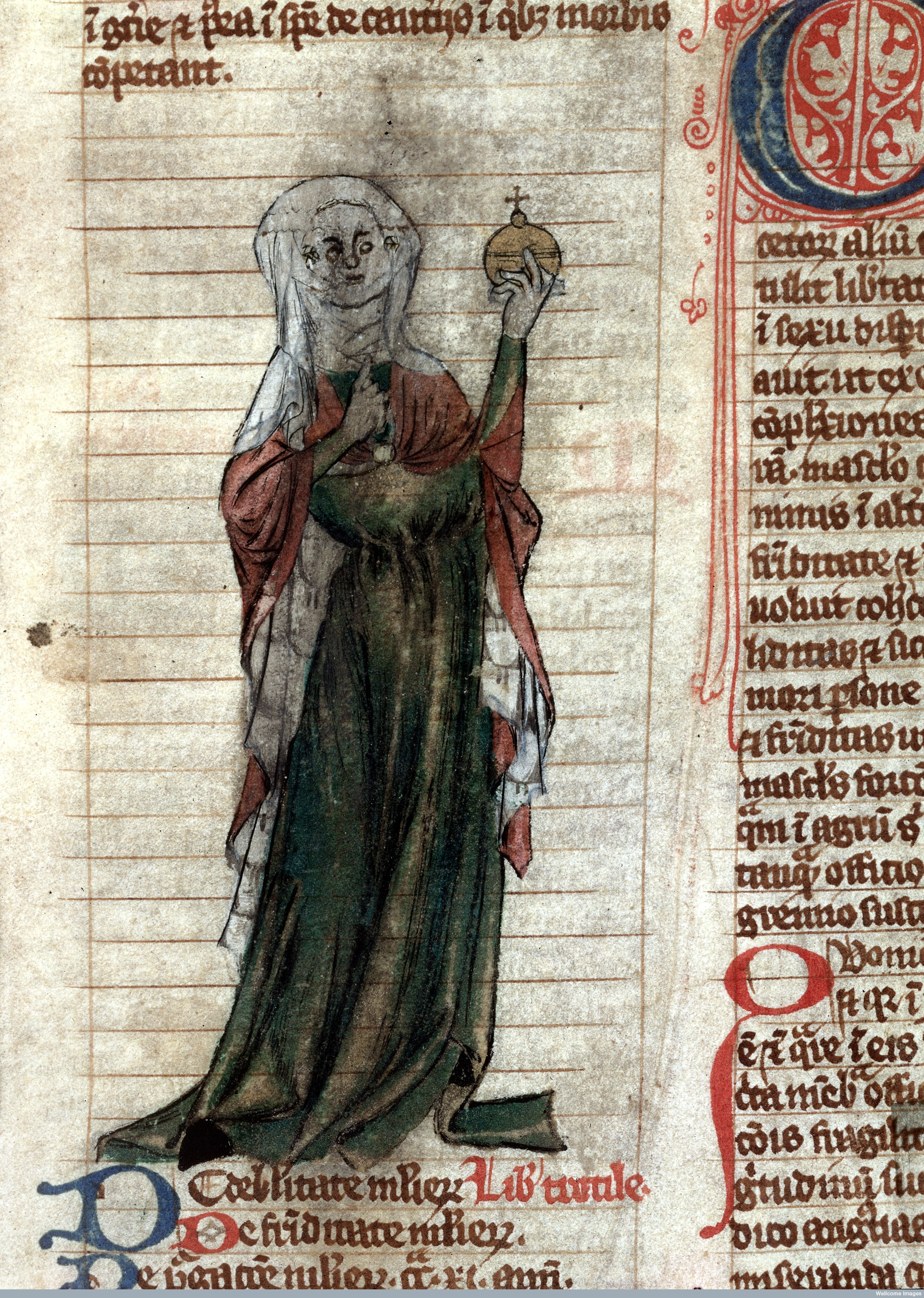
Trotula de Ruggiero in un manoscritto del XIV secolo.

L'atteggiamento nei confronti dell'educazione delle donne in campo medico nella penisola italiana sembra essere stato più liberale che in altri luoghi. Trotula de Ruggiero dovrebbe aver tenuto una cattedra presso la Scuola Medica Salernitana, da dove insegnò a molte nobildonne italiane, un gruppo talvolta definito come "le signore di Salerno". Numerosi ed influenti testi sulla medicina femminile, che riguardarono principalmente l'ostetricia e la ginecologia tra gli altri temi, sono spesso attribuiti proprio a Trotula.
Dorotea Bucca fu un'altra donna che si distinse in campo medico; ella tenne una cattedra di filosofia e medicina all'università bolognese per oltre 40 anni a partire dal 1390. Altre donne italiane che sono registrate per aver apportato innovativi contributi medici includono Abella di Castellomata, Jacqueline Félicie di Almania, Rebecca Guarna, Mercuriade, Costanza Calenda e Clarice di Durisio.
Nonostante il successo ottenuto da alcune donne le preoccupazioni culturali tradizionaliste, sia religiose che laiche, furono predominanti per tutto il Medioevo ed incisero conseguentemente in una maniera molto negativa sulla loro istruzione e partecipazione alla ricerca scientifica. Tommaso d'Aquino scrisse, riferendosi alle donne: "sono mentalmente incapaci di mantenere una posizione di autorità".

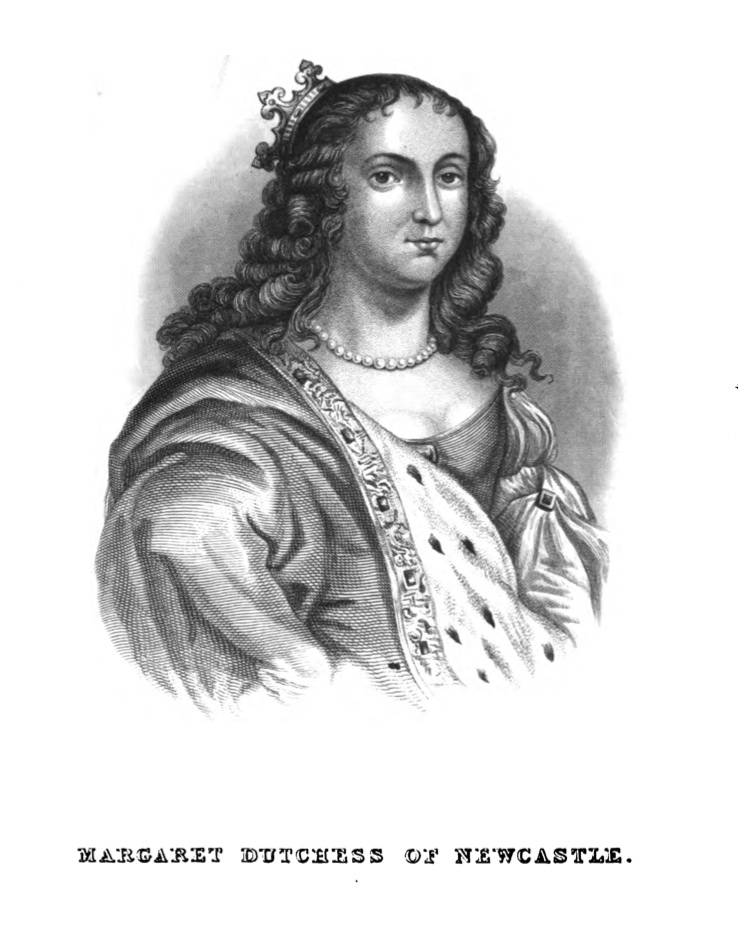
La duchessa Margaret Cavendish.

### Rivoluzione scientifica: XVI-XVII secolo
Margaret Cavendish, membro dell'aristocrazia del XVI secolo. partecipò ad alcuni dei più importanti dibattiti scientifici del suo tempo; non venne tuttavia ammessa alla Royal Society, anche se le fu permesso una volta di partecipare ad una riunione. Scrisse un certo numero di opere trattanti vari argomenti scientifici, tra cui Observations upon Experimental Philosophy (1666) e Grounds of Natural Philosophy; in questi lavori fu particolarmente critica nei confronti della crescente convinzione che gli esseri umani, proprio attraverso la scienza, fossero i maestri e i dominatori del mondo naturale.
Ella cercò di aumentare l'interesse femminile nei confronti della scienza; le sue osservazioni fornirono una critica della scienza sperimentale di Francesco Bacone; non mancò neppure di criticare il microscopio in quanto macchina assai imperfetta.
In terra tedesca la tradizione della partecipazione femminile alla produzione artigianale permise ad alcune donne d'inserirsi nel campo della scienza dell'osservazione, in particolare l'astronomia. A Magdalena Zeger si fanno risalire le prime pubblicazioni di una donna in ambito astronomico; sono giunti fino a noi, infatti, i suoi almanacchi del 1561 e 1563 per la città di Amburgo. Tra il 1650 e il 1710 le donne costituirono il 14% degli astronomi tedeschi; una delle più celebri fu senz'altro Maria Margaretha Kirch; istruita dal padre e dallo zio ricevette la propria formazione astronomica da un vicino di casa appassionato dell'argomento. La possibilità di diventare un'astronoma praticante le giunse dopo aver sposato Gottfried Kirch, il primo astronomo di Prussia.
Divenne pertanto la sua assistente all'osservatorio astronomico fatto aprire a Berlino sotto il patrocinio dell'Accademia delle scienze di Berlino; diede contributi originali tra cui la scoperta di una cometa. Quando il marito le morì chiese di poter avere un incarico come assistente astronoma all'Accademia, di cui aveva una notevole esperienza; ma per il fatto stesso di essere una donna, per di più senza alcuna laurea, la qualifica gli venne negata. I membri (tutti maschi) dell'Accademia temettero di creare un cattivo esempio assumendo una donna: si sarebbe creato un precedente che avrebbe lasciato a bocca aperta, si giustificarono.
I problemi di Kirch prodottisi nei suoi rapporti con l'Accademia riflettono bene gli ostacoli che le donne si ritrovarono a dover affrontare in ambito scientifico, considerato un campo esclusivamente riservato agli uomini. Nessuna donna venne mai invitata né alla Royal Society né all'Accademia francese delle scienze fino al XX secolo. La maggior parte delle persone del XVII secolo vedevano una vita dedicata interamente ad un qualsiasi tipo di studio come essenzialmente contraria ai doveri domestici a cui erano obbligate "per natura" le donne.

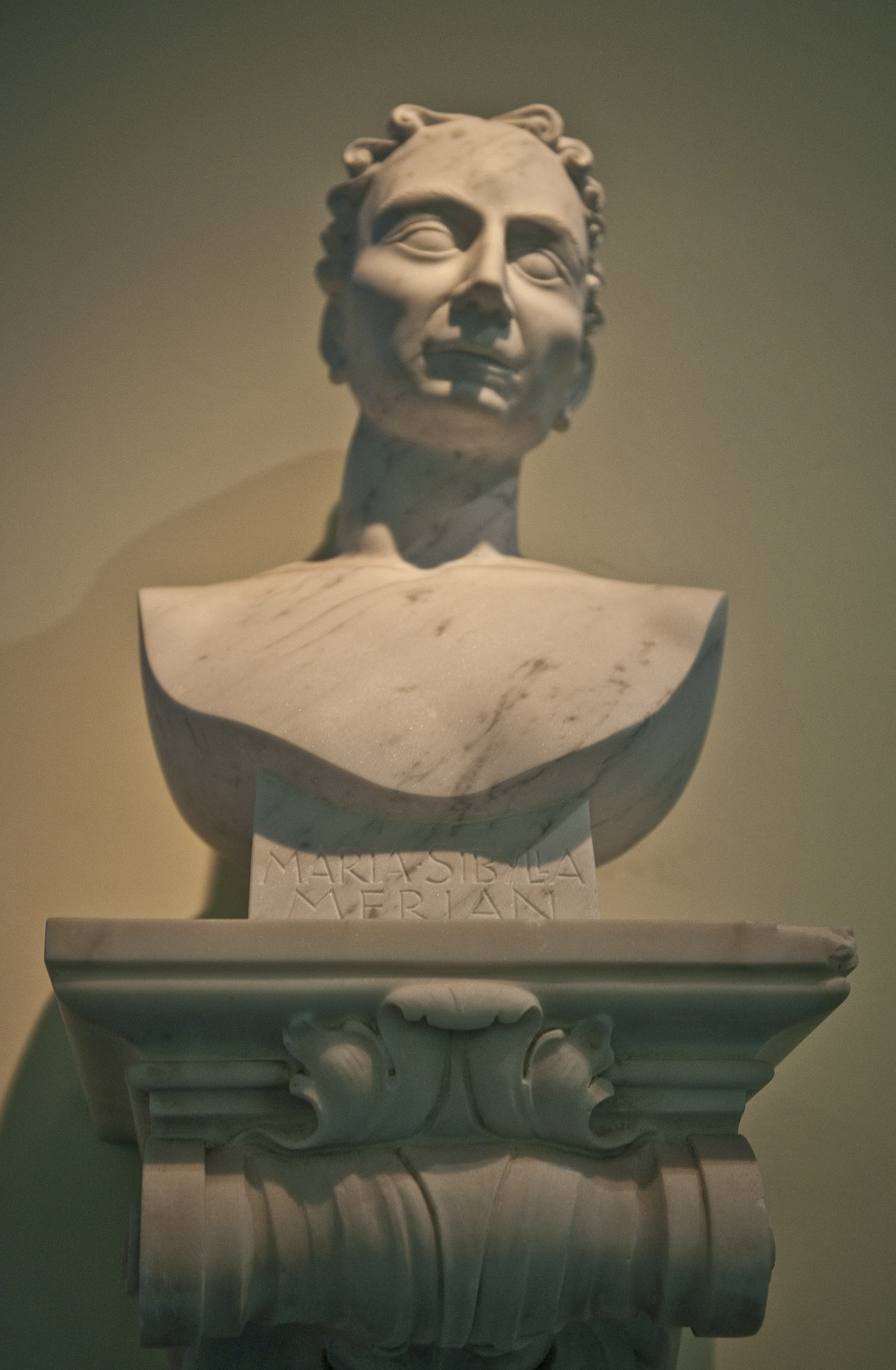
Busto dedicato alla scienziata Maria Sibylla Merian.

Tra i fondatori della moderna botanica e zoologia troviamo anche una donna, la tedesca Maria Sibylla Merian la quale trascorse la sua intera vita a studiare la natura; quando ebbe appena 13 anni cominciò ad allevare bruchi e a studiare la loro metamorfosi in farfalle. Tenne un accurato "libro di studio", che registrò tutte le sue indagini svolte nel campo della filosofia della natura; nella sua prima pubblicazione intitolata The New Book of Flowers utilizzò immagini illustrative per catalogare la vita delle piante e degli insetti.
A seguito della morte del marito si trasferì assieme alla figlia a Paramaribo, la capitale del Suriname; qui, per due anni interi, continuò le sue osservazioni di insetti, uccelli, rettili e anfibi. Tornata ad Amsterdam fece pubblicare The Metamorphosis of the Insects of Suriname, libro che rivelò per la prima volta agli europei la sorprendente diversità della foresta pluviale. Fu botanica e specializzata in entomologia, ma venne ampiamente conosciuta soprattutto per la sua arte illustrativa del mondo vegetale e degli insetti.
Fatto non proprio comune a quell'epoca viaggiò in tutto il Sudamerica, sempre assistita dalle figlie, dove illustrò la vita vegetale e animale di quelle regioni allora considerate estremamente esotiche.
Nel suo complesso la rivoluzione scientifica fece assai poco per far cambiare le idee della gente sulla "naturale inferiorità delle donne" ed in particolare sulla loro capacità di poter costruttivamente contribuire alla scienza esattamente come gli uomini. Secondo l'autore Jackson Spielvogel "gli scienziati maschi usavano la nuova scienza per diffondere la visione che voleva le donne essere per natura inferiori e subordinate agli uomini e adatte solamente a svolgere un ruolo sociale come madri atte a nutrire e ad allevare bambini. La diffusa distribuzione dei primi libri scientifici ha garantito la continuazione di queste idee".

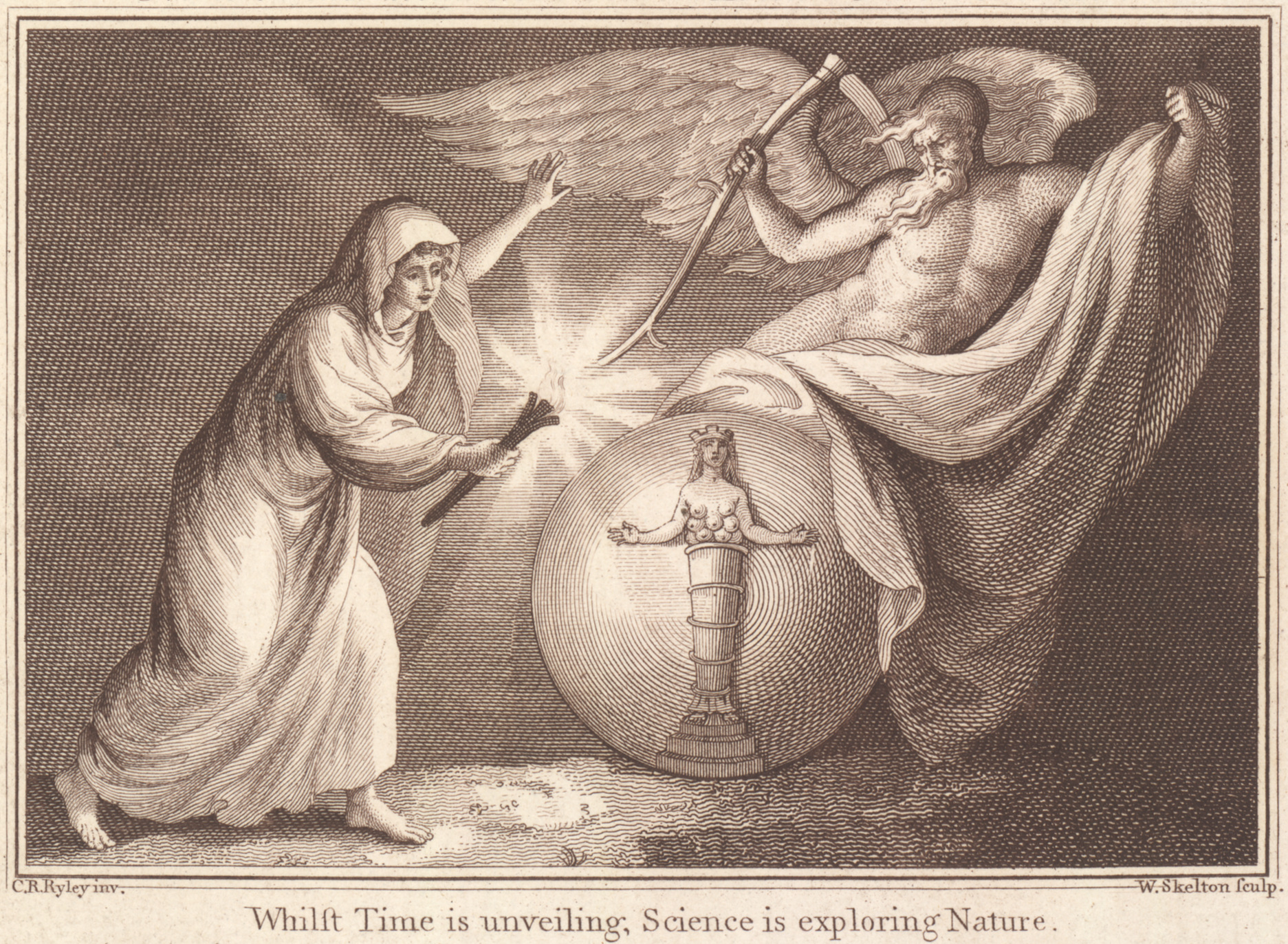
La scienza personificata da una donna illumina la Natura con la sua luce (fine del XVIII secolo).

### XVIII secolo
Il XVIII secolo fu caratterizzato da tre opinioni divergenti nei riguardi della donna: a) le donne erano mentalmente e socialmente inferiori agli uomini; b) erano uguali ma diverse; e c) erano potenzialmente uguali sia nella capacità mentale che nel contributo dato alla società. Mentre la maggioranza delle persone, tra cui il filosofo dell'Illuminismo Jean-Jacques Rousseau, credevano ancora che i ruoli femminili dovessero essere limitati alla maternità e al servizio passivo ed obbediente nei confronti dei loro mariti, proprio l'"età dei lumi" si caratterizzò per essere un periodo in cui le donne vissero un ruolo più ampio ed esteso nelle discipline scienze.
La crescita della cultura del salotto letterario in tutta Europa portò i filosofi e le loro teorie in un ambiente intimo, ove sia uomini sia donne dell'alta società s'incontrarono per poter discutere su argomenti politici, sociali e finanche scientifici dell'epoca.
Mentre Rousseau attaccò i salotti dominati dalle donne come ricettacolo per la produzione di uomini affetti da effeminatezza e che pertanto soffocavano un qualsiasi discorso serio, questi centri di riunione furono caratterizzati essenzialmente dalla mescolanza dei sessi; attraverso di essi gli argomenti e le più recenti scoperte in fisica, matematica, botanica e filosofia iniziarono ad avere, anche e soprattutto grazie alle donne, un impatto significativo durante tutto il XVIII secolo. Le donne non vennero più completamente escluse da un riconoscimento ufficiale da parte del mondo scientifico.

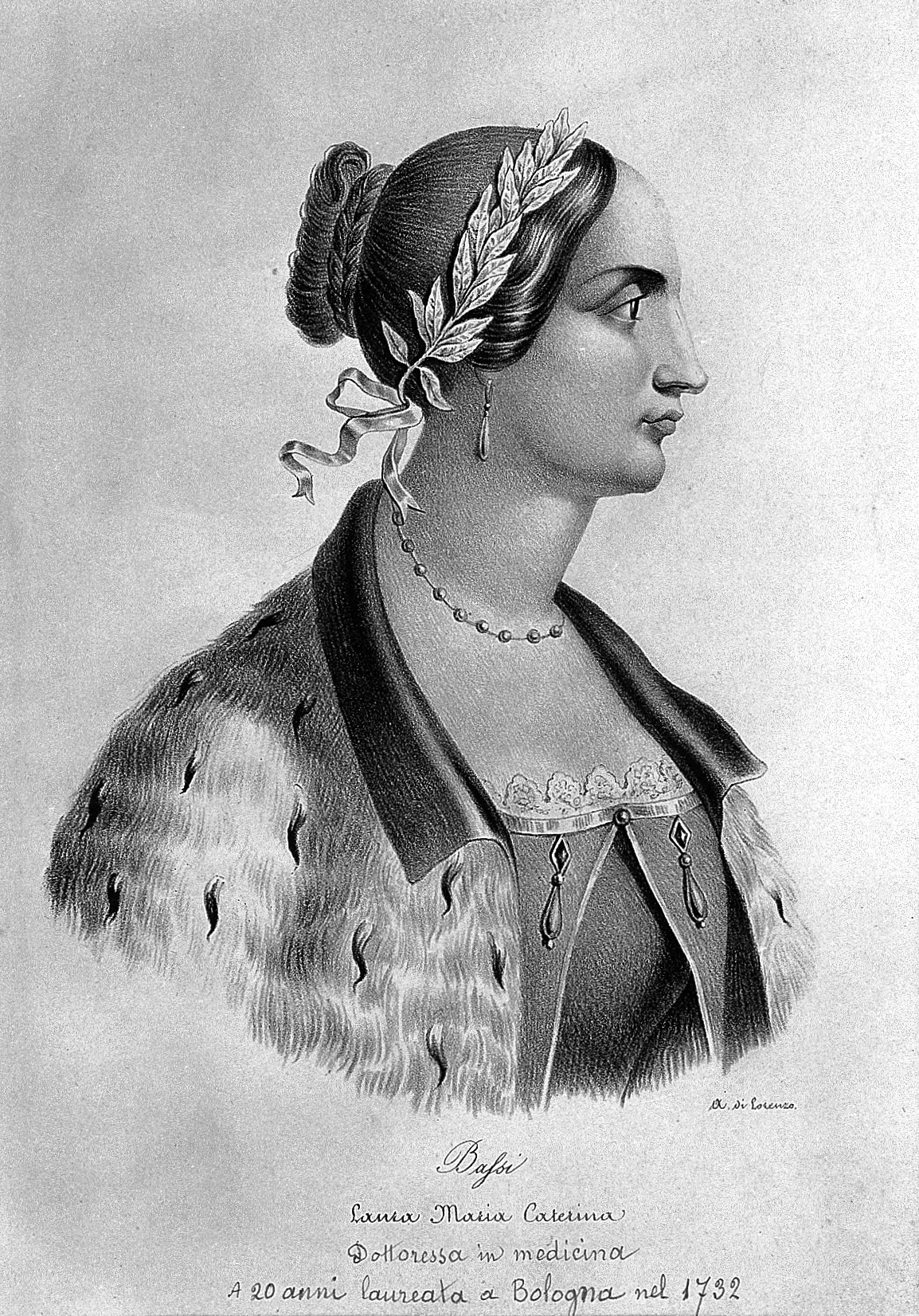
Laura Bassi incoronata con foglie di alloro.

La prima donna a guadagnarsi una cattedra universitaria in un campo di studi scientifici in Europa fu l'italiana Laura Bassi, la terza donna ad ottenere un diploma universitario nel mondo occidentale; la sua opera fu fondamentale per l'introduzione delle idee di Isaac Newton sulla fisica e la filosofia naturale nell'Europa meridionale. Ella presentò numerose dissertazioni sui temi inerenti alla gravità.
Nel 1741 Federico II di Prussia permise a Dorothea Erxleben di studiare medicina presso l'università di Halle; fu la prima donna tedesca a conseguire un dottorato di ricerca nel 1754. Nel 1742 fece pubblicare un'argomentazione la quale sosteneva che le donne avrebbero dovuto essere ammesse, almeno come uditori, in tutte le università.
Nel 1741 Charlotta Frölich, la prima storica svedese, divenne la prima donna a farsi pubblicare all'Accademia reale svedese delle scienze, mentre nel 1748 Eva Ekeblad divenne la prima donna ad essere ammessa all'Accademia.

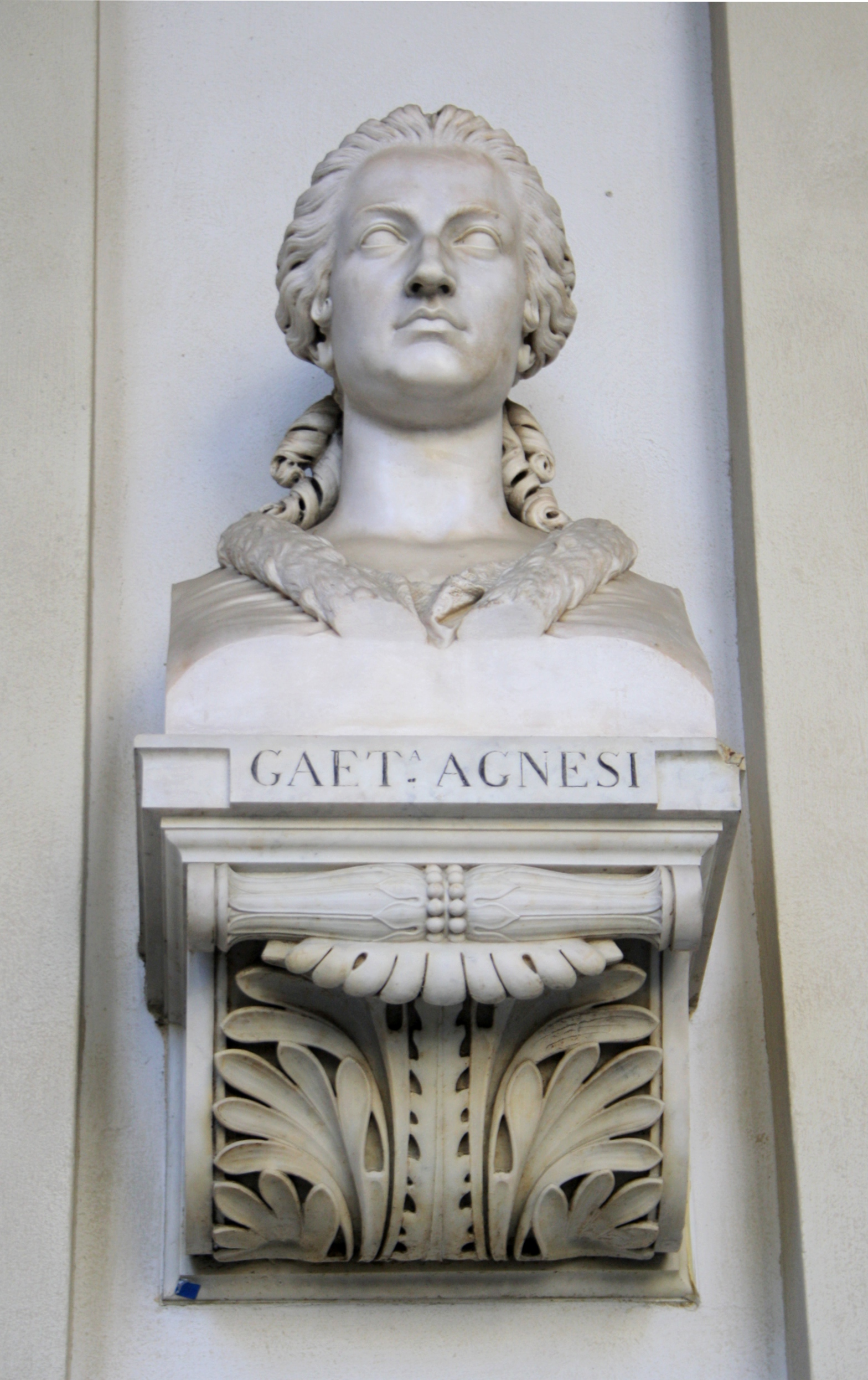
Busto dedicato a Maria Gaetana Agnesi (Palazzo Brera, Milano).

L'italiana Maria Gaetana Agnesi fu la prima donna a scrivere un manuale di matematica oltre che la prima donna ad essere nominata professore universitario in quella materia; nel 1748 scrisse un testo ampiamente utilizzato sull'analisi finita e infinitesimale.
Émilie du Châtelet, amica e confidente di Voltaire nonché fisica di prima qualità, fu il primo scienziato ad apprezzare il significato dell'energia cinetica, in opposizione alla quantità di moto. Ripeté e descrisse l'importanza di un esperimento originariamente ideato da Willem 's Gravesande il quale dimostrava che l'impatto degli oggetti in caduta libera era proporzionale non alla loro velocità, bensì alla velocità al quadrato. Questa comprensione viene considerata uno dei contributi i più profondi alla meccanica classica newtoniana.
Per il fatto che molti degli esperimenti scientifici allora avvenivano in casa, le donne rimasero ben collocate per poter assistere i propri mariti e familiari; tra le più note vi fu Marie-Anne Pierrette Paulze, che sposò Antoine Lavoisier a tredici anni e divenne sua assistente di laboratorio; insieme scoprirono l'ossigeno. Siccome parlava bene la lingua inglese ella tradusse la corrispondenza intercorrente tra il marito ed altri chimici inglesi oltre che l'Essay of the Analysis of Mineral Waters (1799) di Richard Kirwan, un testo chiave della controversia dei chimici britannici con Joseph Priestley sulla natura del calore nelle reazioni chimiche.
Paulze-Lavoisier prese anche lezioni di disegno da Jacques-Louis David e tracciò i diagrammi per l'opera del marito intitolata Traite Elementaire de Chimie (1789). Mantenne un piccolo ma vivace salotto letterario ed ebbe una fitta corrispondenza con scienziati e naturalisti francesi, molti dei quali rimasero stupefatti dal suo acuto intelletto.
Anche se le donne raggiunsero l'eccellenza in molte delle aree scientifiche nel corso del XVIII secolo, continuarono a venire scoraggiate dallo studio della riproduzione vegetale; il sistema di classificazione basato sui caratteri sessuali di Carlo Linneo richiamò difatti l'attenzione sulla "licenziosità della botanica": gli uomini devoti temettero che le donne potessero imparare "lezioni immorali dall'esempio della natura". Le donne continuarono ad essere spesso descritte come emotive in modo innato e pertanto del tutto incapaci di ragionare oggettivamente ed il cui unico ruolo di genere accettabile avrebbe dovuto continuare ad essere quello di madri che riproducono una "società morale e naturale".

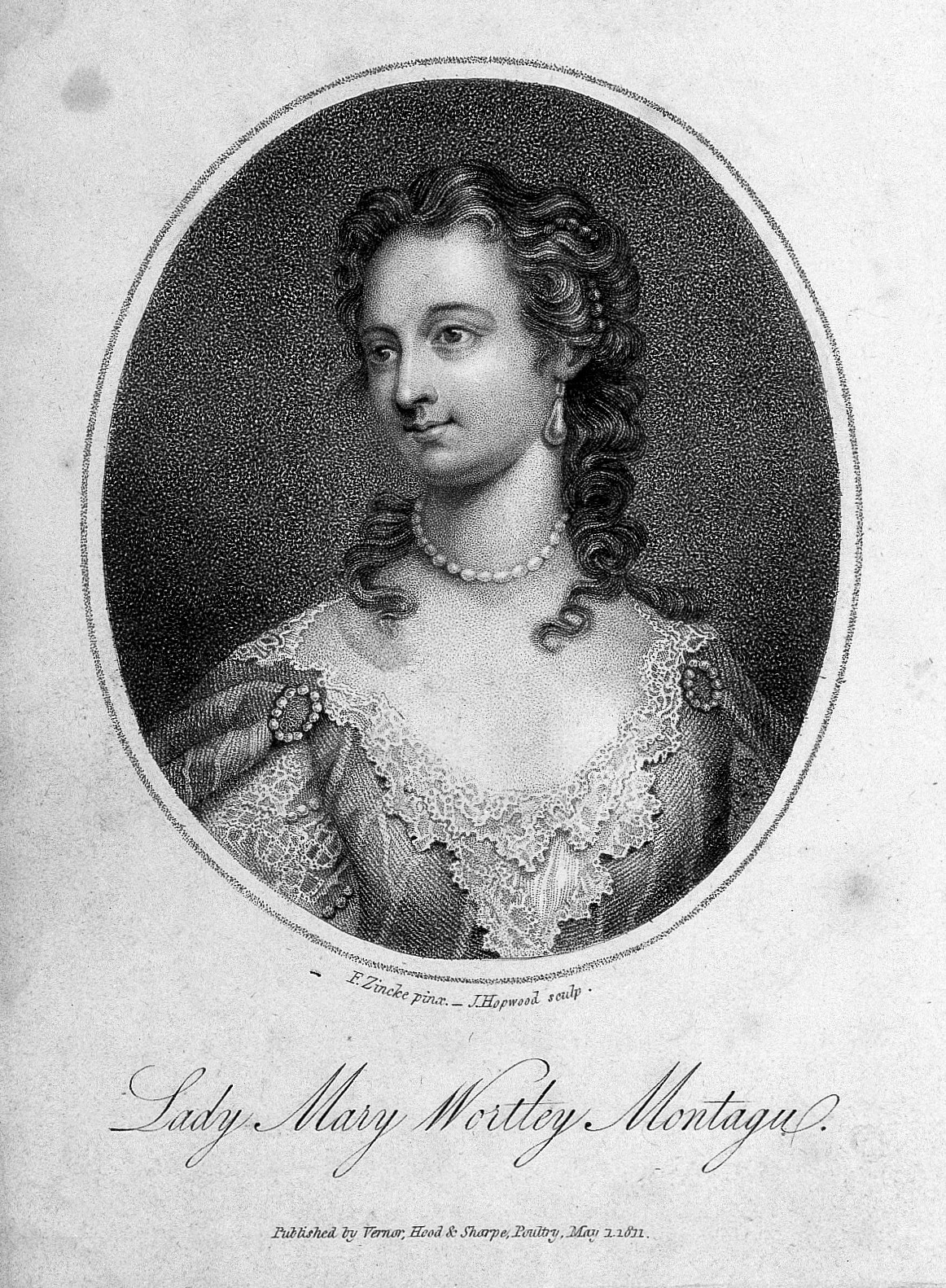
Ritratto di Mary Wortley Montagu.

Anche con tali caratterizzazioni l'autrice Mary Wortley Montagu, conosciuta soprattutto per la sua prolifica scrittura letteraria, fu anche la pioniera del vaccino antivaioloso in Inghilterra; osservò per la prima volta le vaccinazioni mentre si trovava in visita nell'impero ottomano, da cui scrisse dettagliate spiegazioni della pratica ai propri corrispondenti via lettera.
Laura Bassi, membro dell'Accademia delle scienze dell'Istituto di Bologna e presidentessa dell'"Istituto di Fisica sperimentale", divenne la prima docente universitaria al mondo.

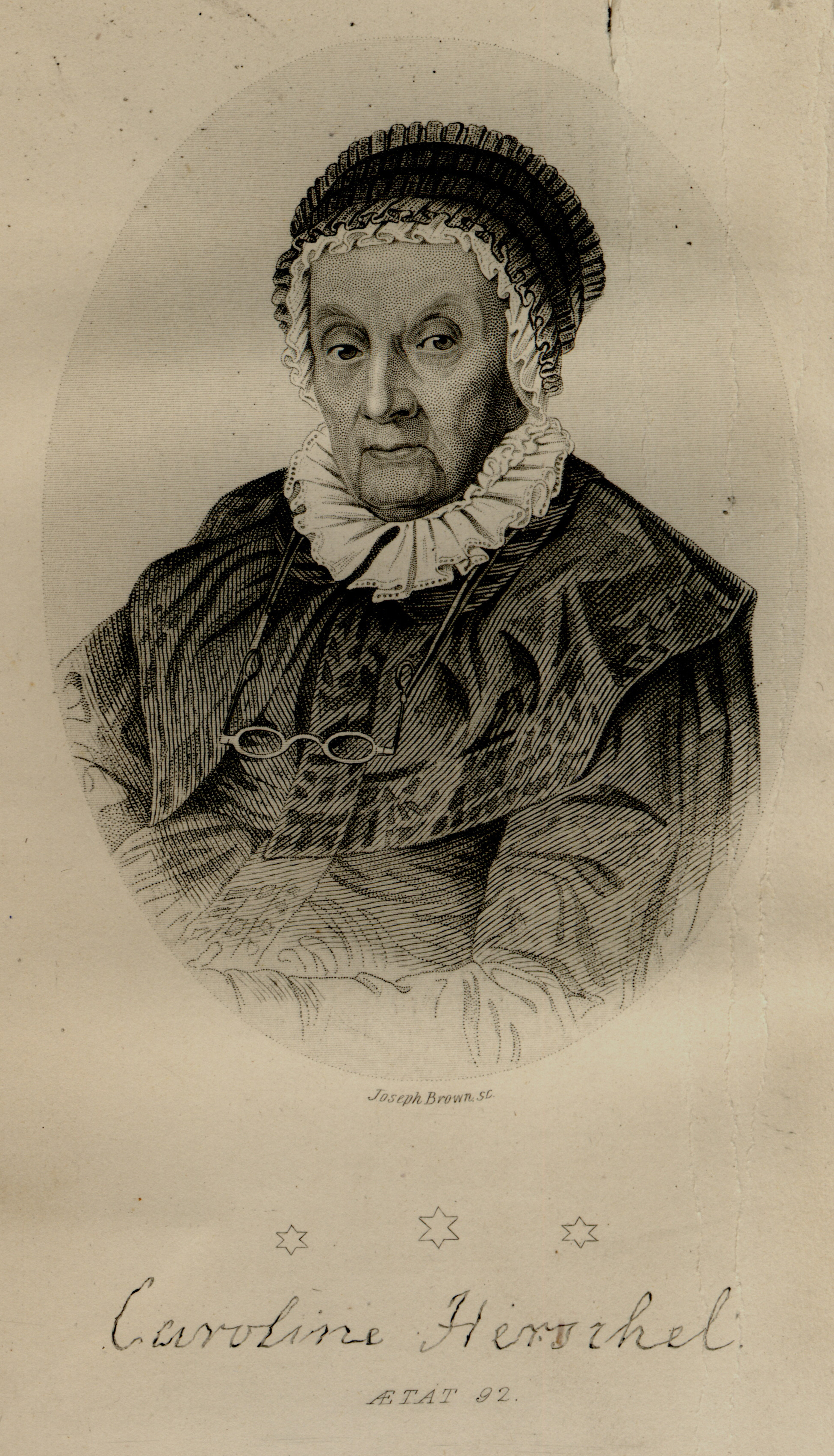
Ritratto di Caroline Lucretia Herschel in tarda età.

Caroline Lucretia Herschel aggiunse vari contributi innovativi alle conoscenze scientifiche del tempo. Grande astronoma, nacque ad Hannover ma si trasferì presto in Inghilterra ove operò in qualità di assistente del fratello William Herschel ed apprese la matematica; ricevette un piccolo stipendio da Giorgio III del Regno Unito e fu la prima donna ad essere riconosciuta per avere una posizione scientifica ufficiale.
Scoprì otto comete tra il 1786 e il 1797 e presentò alla Royal Society nel 1798 un Index to Flamsteed's Observations of the Fixed Stars (tra cui oltre 0 stese trascurate o del tutto sconosciute fino ad allora), diventando così la prima donna ad aver presentato una relazione alla Society. Nel 1835 lei e Mary Somerville furono le prime due donne a divenire membri onorari della Royal Astronomical Society.
Anche se i ruoli di genere definiti tradizionalmente rimasero in gran parte invariati per tutto il corso del XVIII secolo le donne riuscirono a vivere alcuni tra i più grandi progressi scientifici del tempo; sia che si tratti di Émilie du Châtelet traducendo i Philosophiae Naturalis Principia Mathematica di Isaac Newton o di Caroline Herschel scoprendo otto comete, le donne iniziarono a fare i primi grandi passi verso l'uguaglianza di genere in campo scientifico.

### Prima metà del XIX secolo
La scienza rimase una professione ampiamente amata durante la prima parte del XIX secolo; i contributi femminili vennero limitati dall'esclusione delle donne dalla gran parte dell'educazione scientifica formale, ma nonostante ciò cominciarono ad essere riconosciute grazie all'ammissione concessa loro dai dotti della società del tempo.
Mary Somerville effettuò esperimenti sul magnetismo e presentò lo scritto The Magnetic Properties of the Violet Rays of the Solar Spectrum alla Society nel 1826, la seconda donna a farlo. Compilò anche diversi testi di matematica, astronomia, fisica e geografia e rimase sempre una forte sostenitrice della necessità dell'istruzione femminile. Nel 1835 divenne la seconda donna ad essere eletta come membro onorario all'Astronomical Society.

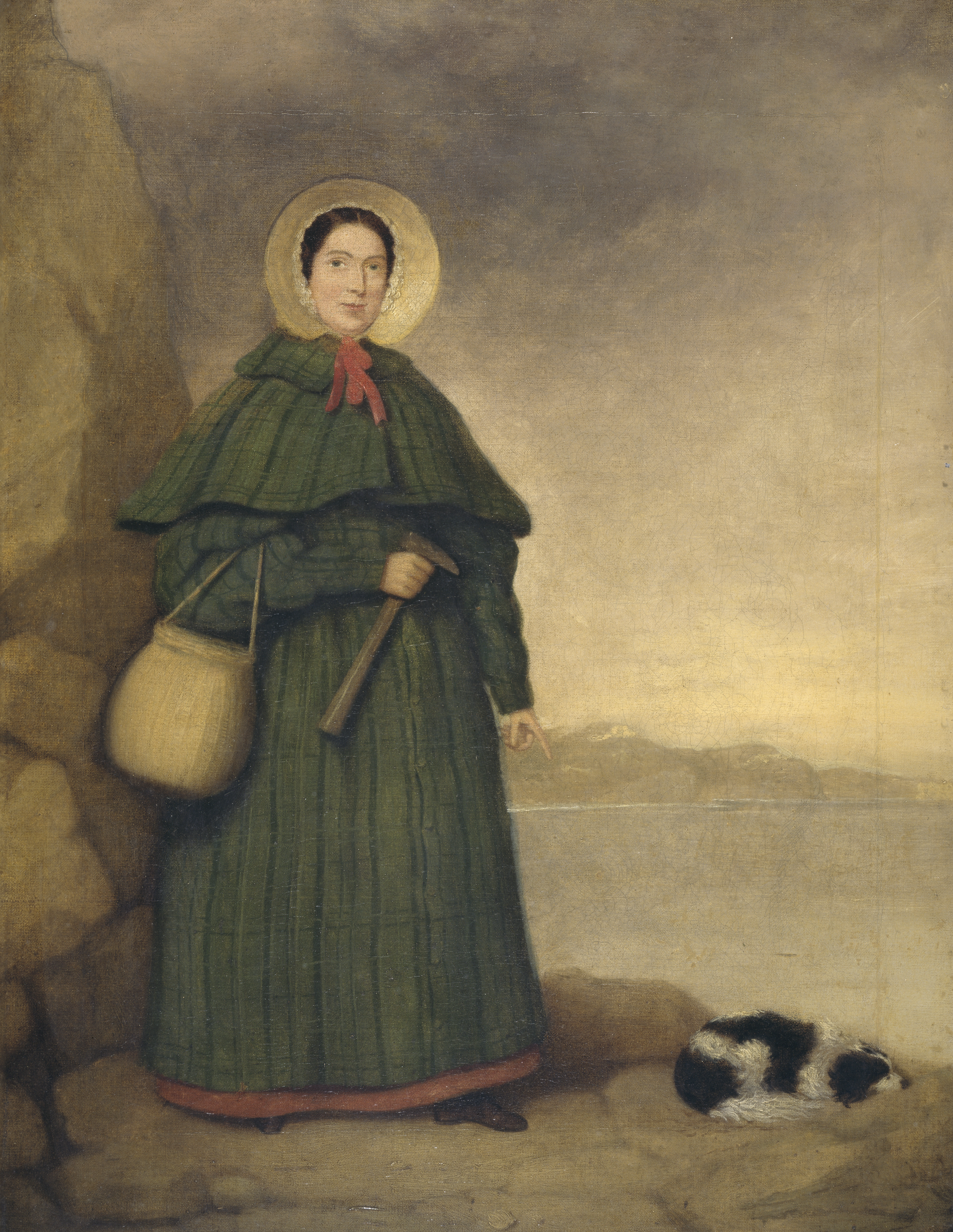
Ritratto di Mary Anning con il Golden Cap sullo sfondo

Ada Lovelace, figlia di Lord Byron ed allieva prediletta di Somerville, intrattenne una copiosa corrispondenza con Charles Babbage sulle possibili applicazioni della sua macchina analitica; nelle sue note del 1842-3, aggiunte alla sua traduzione dell'articolo di Luigi Federico Menabrea sui motori, previde ampie applicazioni per un sistema generale di computazione, includendovi anche la musica. Viene accreditata per essere stata la prima scrittrice di un programma informatico, anche se ciò viene contestato da alcuni critici.
Agli inizi del secolo in terra tedesca furono fondati appositi istituti per l'istruzione superiore femminile; il "Diakonissestiftelsen" venne fondato nel 1836 per istruire le donne nell'assistenza infermieristica. Elizabeth Fry lo visitò nel 1840 e ne rimase ispirata, tanto che creò il "London Institute of Nursing"; Florence Nightingale vi studiò nel 1851.

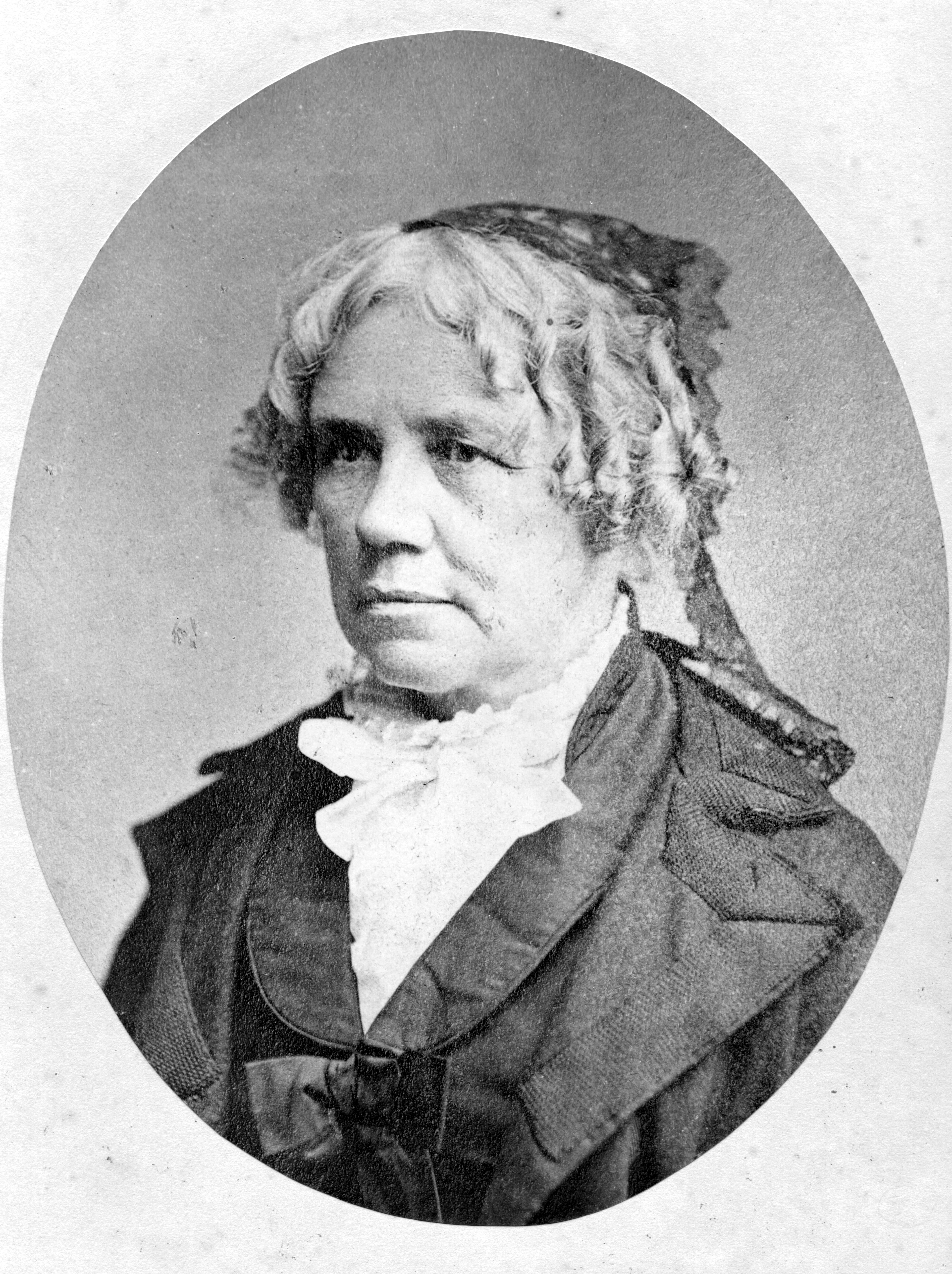
Foto di Maria Mitchell.

Maria Mitchell si fece conoscere scoprendo una cometa nel 1847, ma contribuì anche a condurre i calcoli per l'"Almanacco nautico" prodotto dall'United States Naval Observatory (USNO). Divenne la prima donna ad essere membro dell'American Academy of Arts and Sciences nel 1848 e dell'American Association for the Advancement of Science (AAAS) nel 1850.
Altre personalità scientifiche femminili di rilievo nel corso del XIX secolo includono la studiosa di paleontologia Mary Anning, la botanica Anna Atkins, l'astronoma Janet Taylor, la matematica Sophie Germain e la studiosa di biologia marina Jeanne Villepreux-Power.

### Seconda metà del XIX secolo
L'ultima parte del XIX secolo vide un aumento delle opportunità educative per le donne. Nel Regno Unito vennero fondate scuole destinate a fornire l'istruzione necessaria alle ragazze, con le stesse impostazioni di quelle destinate ai ragazzi; la "North London Collegiate School" nel 1850, lo "Cheltenham Ladies' College" nel 1853 e il "Girls' Day School Trust" nel 1872. La prima università femminile britannica, il Girton College, venne istituita nel 1869 e presto ne seguirono altre: il Newnham College nel 1871 e il Somerville College nel 1879.
La guerra di Crimea (1854-6) contribuì a stabilire definitivamente l'infermieristica ome professione, rendendo il nome di Florence Nightingale conosciuto in tutto il mondo. Una sottoscrizione pubblica gli consentì l'istituzione di una scuola per infermiere a Londra nel 1860 e ben presto altre istituzioni che seguivano i suoi principi vennero a costituirsi in tutto il Regno Unito: fu anche una pioniera della salute pubblica, un'esperta di statistica e una precorritrice dei diritti delle donne.
James Miranda Barry, affetta da ermafroditismo, divenne la prima britannica ad ottenere una qualifica di chirurgia nel 1812 facendosi passare per uomo. Elizabeth Garrett Anderson fu la prima donna britannica ad ottenere una laurea in medicina nel 1865; assieme a Sophia Jex-Blake, Elizabeth Blackwell e altre fondò la prima scuola medica britannica rivolta alle donne, la "London School of Medicine for Women" nel 1874.

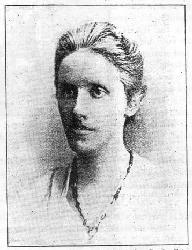
Annie Scott Dill Maunder.

Annie Scott Dill Maunder fu pioniera dell'astrofotografia, specialmente per quanto riguarda le macchie solari. Laureatasi in matematica al "Girton College" venne assunta nel 1890 come assistente di Edward Walter Maunder, lo scopritore del Minimo di Maunder nonché capo del dipartimento solare dell'Osservatorio di Greenwich. Lavorarono insieme per osservare le macchie solari e per perfezionare le tecniche della fotografia solare e si sposarono nel 1895.
Le abilità matematiche di Annie permisero di analizzare tutti i dati annuali delle macchie solari raccolti da Maunder a Greenwich; progettò inoltre una piccola telecamera portatile grandangolare. Nel 1898 si recarono nell'impero anglo-indiano, dove Annie scattò le prime fotografie della corona solare durante un'eclissi solare. Analizzando i dati sia delle macchie solari che della tempesta solare furono in grado di dimostrare che determinate regioni della superficie solare erano fonte di tempeste geomagnetiche e che il Sole non emanava uniformemente la propria energia nello spazio (fisica), in contrasto con quanto William Thomson, I barone Kelvin aveva invece dichiarato in precedenza.
In Prussia le donne ebbero la possibilità di andare all'università a partire dal 1894 e le fu concesso di poter accedere per ottenere un dottorato di ricerca. Nel 1908 tutte le restrizioni ancora rimanenti vennero definitivamente abrogate.

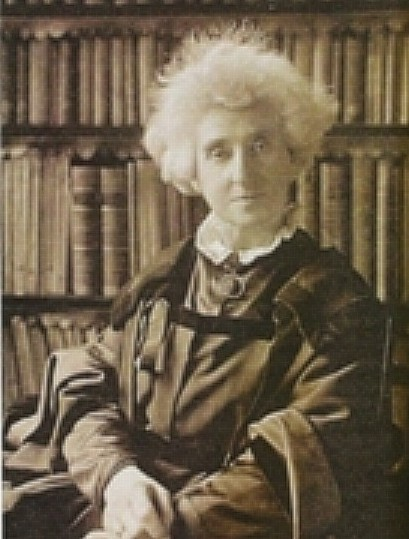
L'astronoma Margaret Lindsay Huggins.

Alcune tra le maggiori personalità di rilievo di questo periodo includono: Hertha Marks Ayrton (matematica e specializzata in ingegneria), Margaret Lindsay Huggins (astronoma), Beatrix Potter (esperta in micologia), Dorothea Klumpke (astronoma), Amalie Dietrich (naturalista), Agnes Pockels (chimica e fisica) e Sof'ja Vasil'evna Kovalevskaja (matematica).

#### Seconda metà del XIX secolo negli Stati Uniti
Nel tardo XIX secolo la crescita e lo sviluppo dei college femminili fornì posti di lavoro per le donne scienziate e opportunità per l'istruzione femminile; queste scuole produssero un numero sproporzionato di donne che frequentarono i dottorati in scienza. Presto aprirono anche molte scuole e università in coeducazione o cominciarono ad ammettere le donne durante questi decenni: tali istituzioni inclusero poco più di 3.000 donne nel 1875, ma entro il 1900 arrivarono ad essere 20.000.
Un esempio notevole è quello rappresentato da Elizabeth Blackwell, attivista della prima ondata femminista, che divenne la prima dottoressa certificata ufficialmente negli Stati Uniti d'America quando si laureò al "Hobart and William Smith Colleges" nel 1849. Assieme alla sorella Emily Blackwell e a Maria Elizabeth Zakrzewska fondò il Lower Manhattan Hospital nel 1857 ed il primo "medical college" espressamente rivolto alle donne nel 1868, fornendo sia formazione che esperienza clinica. Pubblicò inoltre molti libri sull'educazione medica per le donne.
Nel 1876 Elizabeth Bragg divenne la prima donna laureata in ingegneria civile negli Stati Uniti, all'Università della California - Berkeley.

### Prima metà del XX secolo

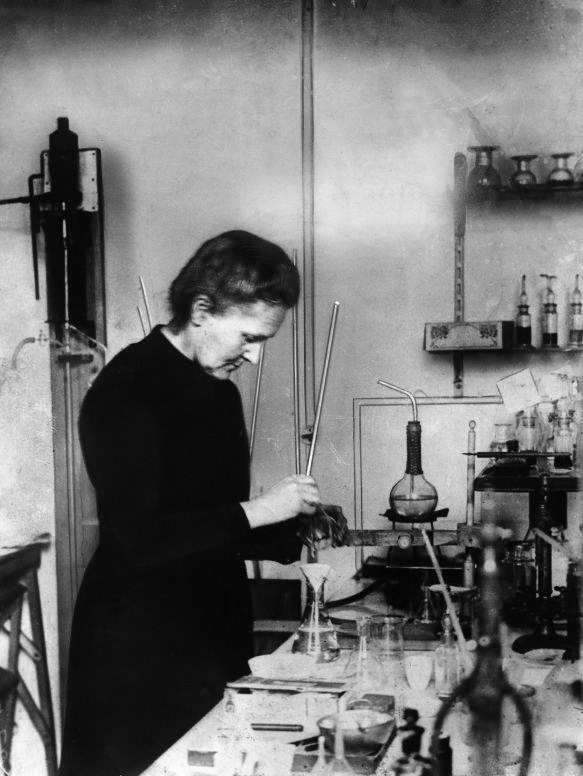
Marie Curie al lavoro nel suo laboratorio.

#### Europa prima della seconda guerra mondiale
Marie Curie, la prima donna a vincere un Premio Nobel (Premio Nobel per la fisica 1903), fu anche la prima ad ottenerne un secondo nel 1911 (Premio Nobel per la chimica), soprattutto per i suoi lavori sulla radioattività; è stata la prima persona a vincere due Premi Nobel, un record da allora raggiunto solo da altri tre scienziati.
Mileva Marić, moglie di Albert Einstein e fisica provetta ella stessa, fu sua collaboratrice ed attenta critica dello sviluppo teorico della teoria della relatività ristretta.
Alice Perry è riconosciuta come la prima donna ad essersi laureata in ingegneria civile nel Regno Unito di Gran Bretagna e Irlanda nel 1906 all'Università Nazionale d'Irlanda (Galway).
Lise Meitner svolse un ruolo importante nella scoperta della fissione nucleare. Nella sua qualità di capo della direzione di fisica presso la Società Kaiser Wilhelm di Berlino collaborò strettamente con il responsabile chimico Otto Hahn nel campo della fisica atomica, fino a quando non fu costretta a fuggire dalla Germania nazista nel 1938. L'anno seguente, in collaborazione col nipote Otto Robert Frisch produsse la spiegazione teorica di un esperimento eseguito da Fritz Strassmann, dimostrando in tal modo il verificarsi della fissione.
La possibilità che il bombardamento dell'uranio tramite neutroni da parte di Enrico Fermi nel 1934 avesse prodotto la fissione rompendo il nucleo atomico in elementi più leggeri venne invece verificata dalla chimica Ida Noddack (co-scopritrice dell'elemento chimico Renio), ma le sue considerazioni vennero al momento ignorate in quanto nessun altro gruppo di ricerca fece uno sforzo concertato per rinvenire qualcuno di questi prodotti radioattivi leggeri prodottisi dalla fissione.

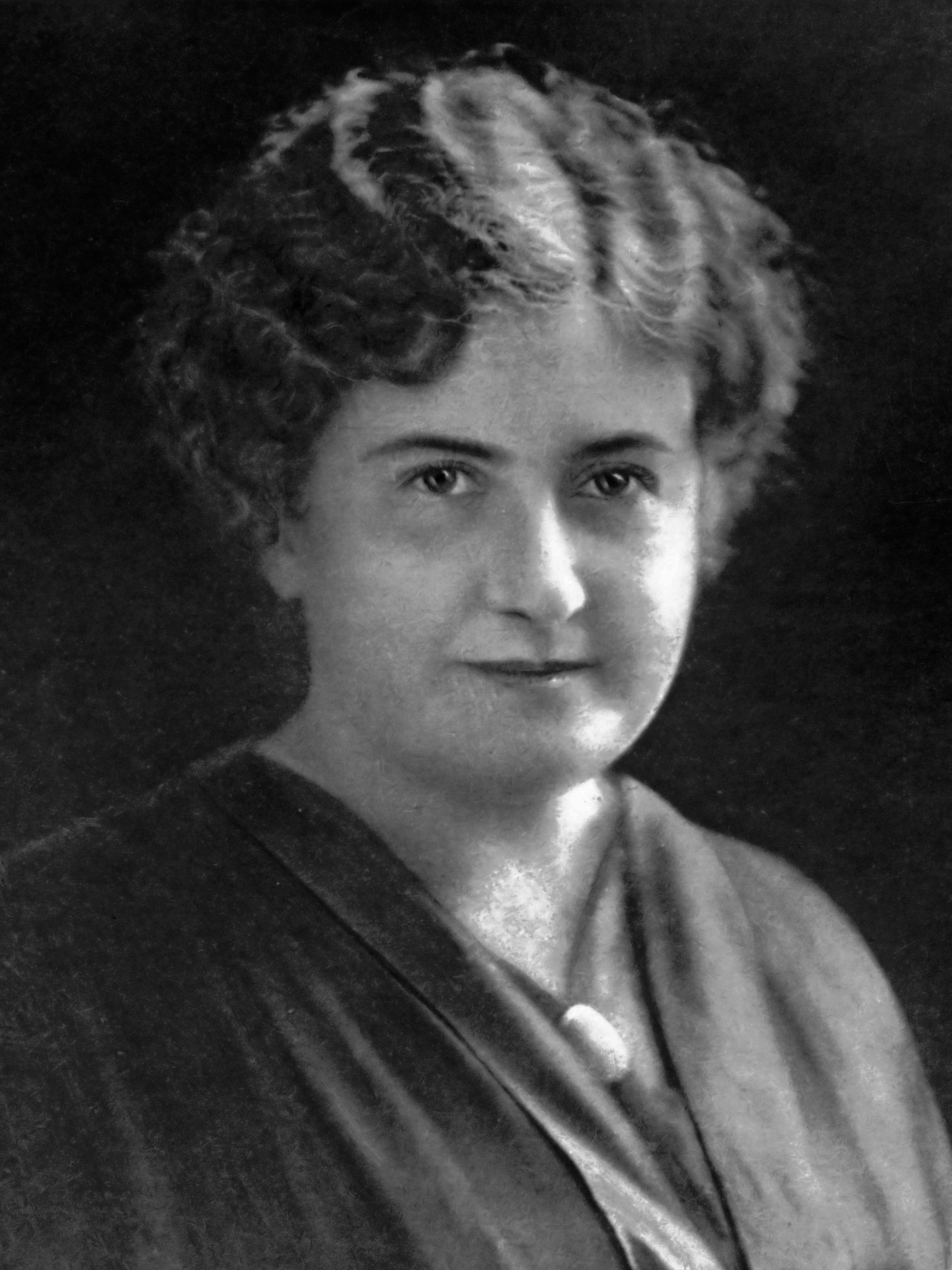
Maria Montessori.

Maria Montessori fu la prima donna dell'Europa meridionale a qualificarsi come medico. Sviluppò un interesse nei riguardi delle malattie infantili e credette nella possibilità di educare i bambini fin dalla più tenera età; sostenne l'evoluzione e la riforma della formazione per gli insegnanti seguendo le proposte di pedagogia di Friedrich Fröbel e sviluppò il principio che doveva anche informare tutto il suo programma educativo generale (il Metodo Montessori): prima l'istruzione dei sensi, poi l'educazione dell'intelletto.
Montessori introdusse un programma d'insegnamento che permise ai bambini con problemi di apprendimento a leggere e a scrivere; cercò di insegnare tali abilità non facendo provare ripetutamente gli stessi esercizi, bensì tramite apposite esercitazioni da lei stessa introdotte.

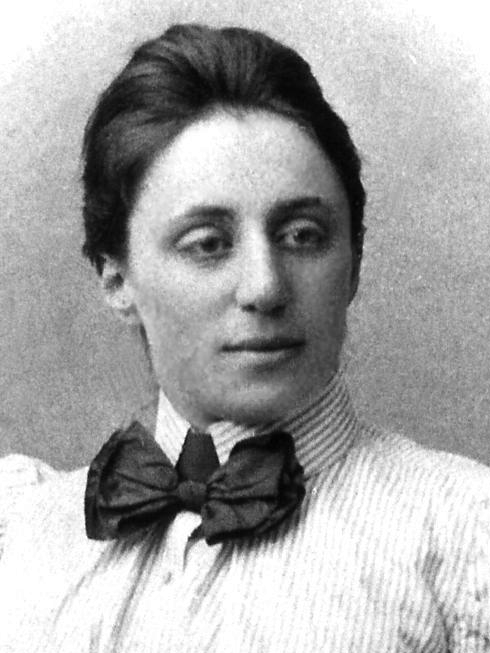
Emmy Noether da giovane.

Emmy Noether rivoluzionò l'algebra astratta, ancora piena di lacune nell'ambito della teoria della relatività e fu responsabile della creazione di un teorema critico sulle quantità conservate della fisica. Il Programma di Erlangen tentò di identificare l'invarianza (matematica) in un gruppo di trasformazioni; nel 1918 Felix Klein lesse un articolo di Noether che non era stata autorizzata a far pubblicare: in particolare nei riguardi di quello che è conosciuto come teorema di Noether, questo testo individuò le condizioni in cui il Gruppo di Poincaré (oggi definito come Teoria di gauge) per la relatività generale definisce come Legge di conservazione.
Le documentazioni di Noether resero precisi i requisiti per le leggi sulla conservazione. Tra i matematici è maggiormente conosciuta per i suoi fondamentali contributi dati allo studio dell'algebra astratta, dove l'aggettivo "noetheriano" viene ai giorni nostri comunemente utilizzato su molte tipologie di oggetti.
Mary Cartwright fu la prima matematica ad analizzare compiutamente un sistema dinamico con la teoria del caos.
Inge Lehmann, specializzata in sismologia, suggerì per la prima volta nel 1936 che all'interno del nucleo terrestre fuso potesse esserci un nucleo interno solido.
Donne come Margaret Fountaine continuarono a contribuire con osservazioni ed illustrazioni dettagliate nel campo della botanica e dell'entomologia.
L'esperta di zoologia Joan Beauchamp Procter specializzata in erpetologia fu la prima donna ad essere nominata curatrice per i rettili alla Società zoologica di Londra e allo Zoo di Londra.

#### Stati Uniti prima della seconda guerra mondiale
Le donne si mossero all'interno dei saperi scientifici in numero significativo a partire dal XX secolo, aiutate dai college femminili e dalle opportunità concesse loro in alcuni dei nuovi istituti universitari. I libri dell'esperta in storia della scienza Margaret W. Rossiter intitolati Women Scientists in America: Struggles and Strategies to 1940 e Women Scientists in America: Before Affirmative Action 1940–1972 forniscono una panoramica di questo periodo, sottolineando le opportunità che le donne trovarono nel campo occupazionale fondandosi proprio sul lavoro scientifico femminile.

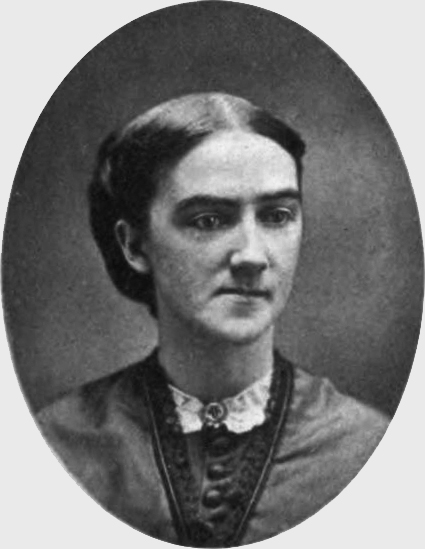
Ellen Swallow Richards negli anni 1870.

Nel 1892 Ellen Swallow Richards, studiosa di chimica ambientale portò a battesimo due nuove applicazioni scientifiche denominata nel corso di una conferenza tenutasi a Boston. Queste nuove scienze comprendevano la "nutrizione dei consumatori" e l'"educazione ambientale"; un tale ramo disciplinare venne successivamente specializzato in quello che è ai giorni nostri conosciuto come ecologia, mentre la "nutrizione dei consumatori" alla fine venne rielaborato nella contemporanea economia domestica. Ciò fornì un modo alternativo alle donne di studiare la scienza stessa.
Richards contribuì a formare l'American Association of Family and Consumer Sciences (AAFCS) il quale pubblicò una rivista, il Journal of Home Economics, ed ospitò numerose conferenze. Dipartimenti di economia domestica vennero istituiti in molte università, in particolare presso le grandi istituzioni concessionarie di terreni. Nel uo lavoro svolto al Massachusetts Institute of Technology Richards introdusse anche il primo corso di biologia della sua storia e l'ambito dello studio sanitario.
Le donne poterono trovare delle opportunità anche nella botanica e nell'embriologia; in psicologia ottennero dottorati, ma vennero incoraggiate a specializzarsi nella psicologia dello sviluppo (educativa e infantile) e ad assumere posti di lavoro in ambiti clinici, come i centri ospedalieri e le agenzie di welfare.

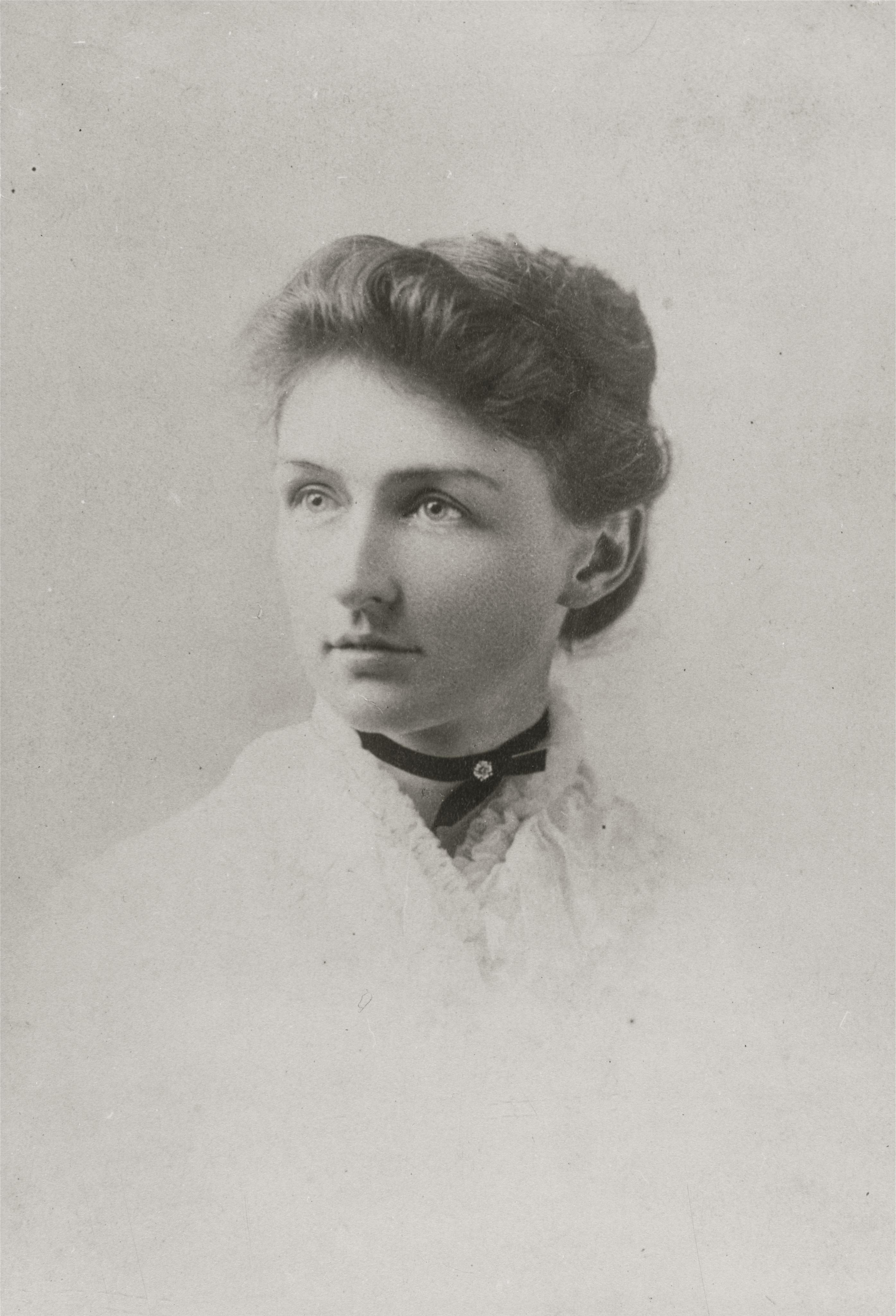
Annie Jump Cannon nel 1895-7.

Nel 1901 Annie Jump Cannon notò per prima che la temperatura stellare era la principale caratteristica distintiva tra i diversi spettri atomici. Ciò condusse alla riordinazione delle tipologie stellari in A-B-C sulla base proprio della temperatura anziché sulla capacità di assorbimento dell'idrogeno; per merito del lavoro svolto da Cannon la maggior parte delle classi di stelle allora esistenti vennero descritte come "ridondanti". In seguito l'astronomia produsse una classificazione stellare e riconobbe l'esistenza di sette classi primarie (quelle accettate fino ai nostri giorni), in ordine: O, B, A, F, G, K, M, che venne successivamente estesa.

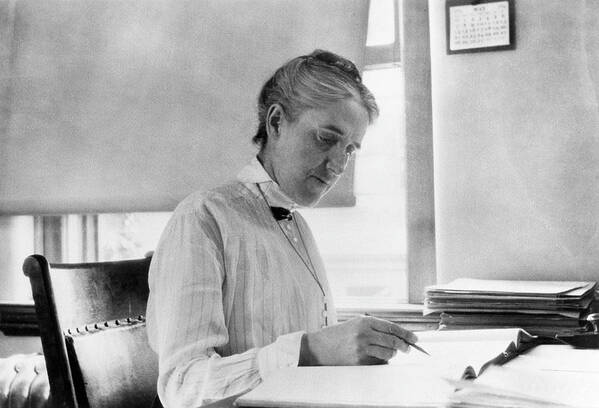
Henrietta Swan Leavitt diede dei contributi fondamentali all'astronomia.

Henrietta Swan Leavitt fece pubblicare per la prima volta il proprio studio riguardante le stelle variabili nel 1908. Questa scoperta divenne nota come "relazione periodo-luminosità" della variabile Cefeide; la nostra immagine dell'intero universo venne così modificata per sempre, in gran parte proprio a causa della scoperta di Leavitt.
Le realizzazioni di Edwin Hubble, assai rinomato astronomo statunitense, vennero rese possibili dalla ricerca innovativa di Leavitt e della "Legge di Leavitt". Nel loro libro divulgativo Measuring the Cosmos David H. Clark e Matthew D.H. Clark hanno scritto che "Leavitt ha fornito la chiave per determinare la dimensione del cosmo, mentre Hubble l'ha inserita nella serratura fornendo le osservazioni che hanno permesso la sua trasformazione".
Hubble affermò spesso che Leavitt avrebbe meritato il Nobel per i suoi contributi dati all'astrofisica. Gösta Mittag-Leffler, membro dell'Accademia reale svedese delle scienze, intraprese la sua opera per nominarla candidata al Nobel nel 1924, ma solo per sapere che era morta di neoplasia tre anni prima (il Nobel non si puòassegnare postumo).
Nel 1925 Cecilia Payne Gaposchkin, laureata all'Università di Harvard, dimostrò per la prima volta da prove esistenti sugli spettri delle stelle che queste si produssero quasi esclusivamente a partire da idrogeno ed elio, una tra le teorie fondamentali della spettroscopia astronomica.

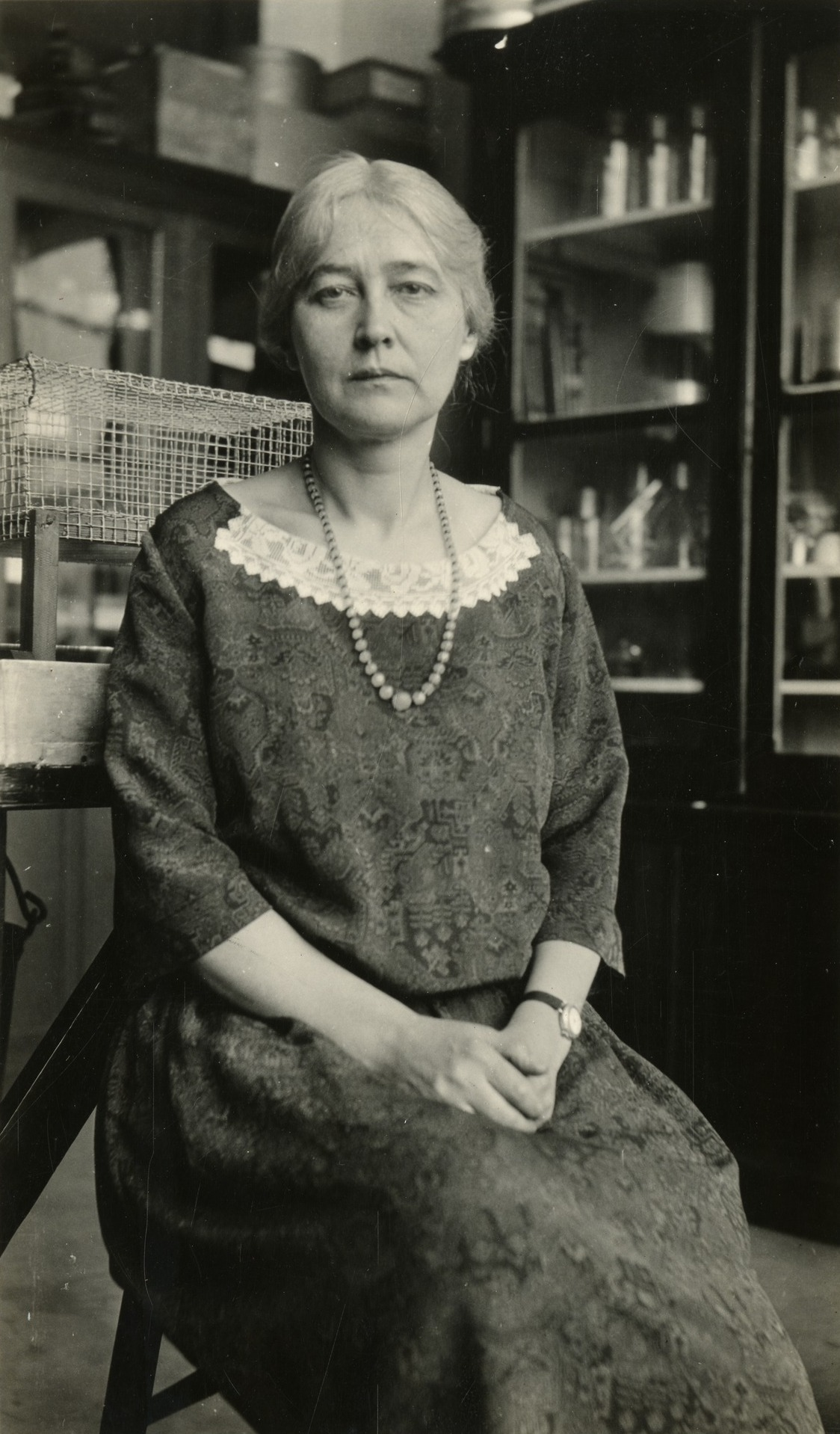
Maud Menten.

Il lavoro più famoso di Maud Menten fu quello sulla cinetica enzimatica, facendo ricerca assieme a Leonor Michaelis basandosi sui risultati precedenti ottenuti da Victor Henri; ciò determinò le equazioni della Cinetica di Michaelis-Menten. Menten inventò anche la reazione di accoppiamento azo-colorante della fosfatasa alcalina, che viene tuttora utilizzata in istochemia; caratterizzò e descrisse le tossine batteriche del B. paratyphosus, dello Streptococcus scarlatina e della Salmonella e condusse la prima separazione di Elettroforesi delle proteine nel 1944. Lavorò infine anche sulle proprietà dell'emoglobina, sulla regolazione del livello di glicemia e sulla funzione renale.

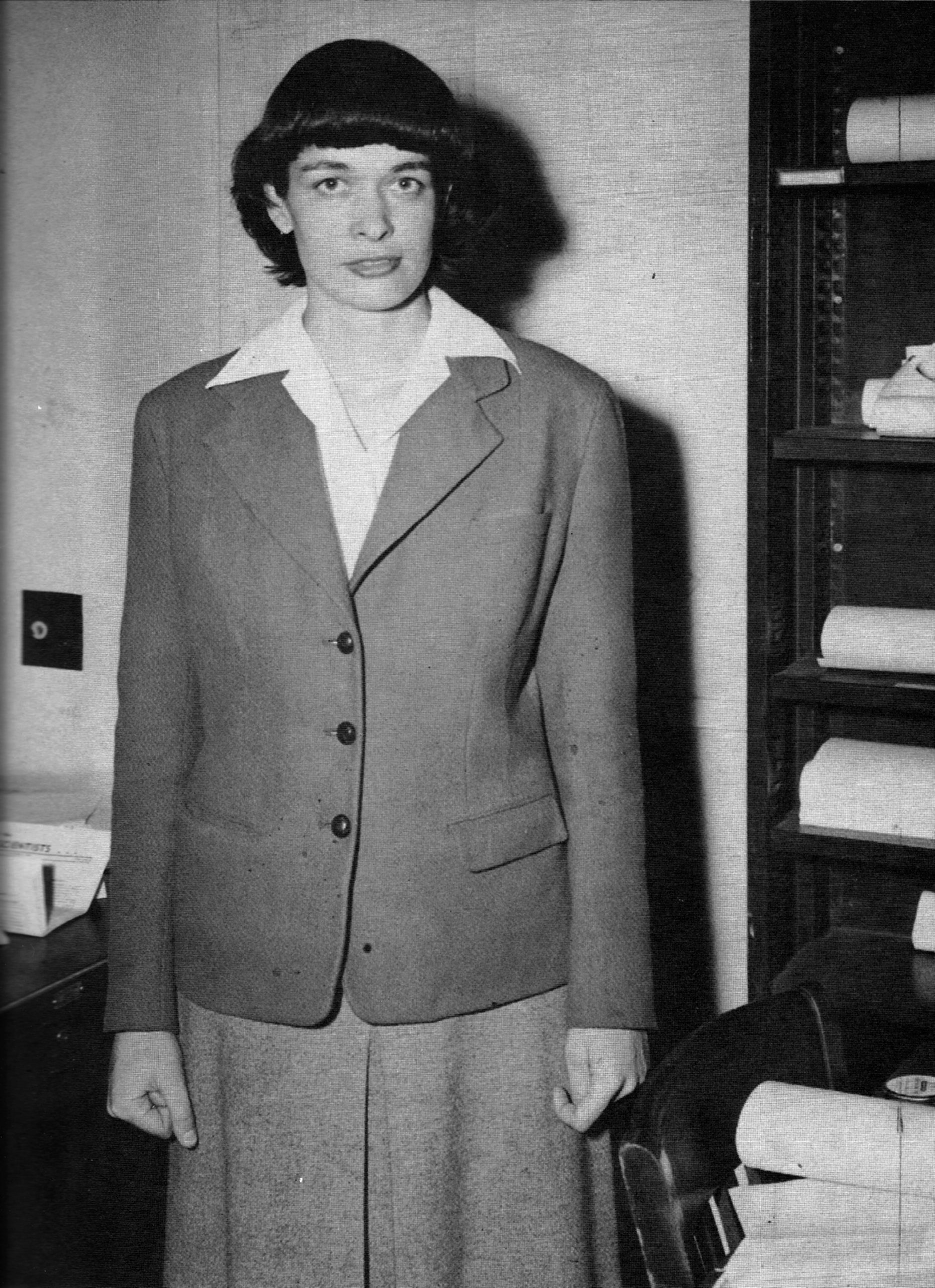
Leona Woods.

La seconda guerra mondiale portò con sé nuove opportunità. L'Office of Scientific Research and Development (OSRD) sotto la guida di Vannevar Bush iniziò nel 1941 a tenere un registro di uomini e donne esperti nella scienza; poiché vi era una carenza di lavoratori alcune donne furono in grado di impegnarsi in occupazioni a cui altrimenti non avrebbero mai potuto accedere. Molte donne lavorarono sullo stesso progetto Manhattan o su altri tipi di progetti scientifici per i servizi militari statunitensi; tra le donne che lavorarono al Progetto Manhattan vi furono Leona Woods, Katharine Way e Wu Jianxiong.
In altre discipline le donne cercarono di applicare le proprie competenze agli sforzi bellici. Tre nutrizioniste, Lydia Roberts, Hazel K. Stiebeling e Helen S. Mitchell svilupparono la dose giornaliera consigliata nel 1941 con l'intento d'aiutare i gruppi militari e civili a pianificare i loro programmi di alimentazione. Ciò si rivelò necessario in particolare una volta che gli alimenti cominciarono a subire il razionamento.
Rachel Carson lavorò per il United States Fish and Wildlife Service scrivendo brochure per incoraggiare gli americani a consumare una più ampia varietà di pesce e di frutti di mare; contribuì anche alla ricerca per aiutare l'United States Navy a sviluppare tecniche ed attrezzature per il rilevamento sottomarino.
Le donne psicologhe fondarono il National Council of Women Psychologists, che organizzò progetti legati allo sforzo bellico; la prima presidentessa fu Florence Goodenough.
Nelle scienze sociali diverse donne contribuirono al Japanese American Evacuation and Resettlement Study (JERS, 1942) con sede presso l'università della California; tale studio venne condotto dalla sociologa ed economista Dorothy Swaine Thomas, che diresse il progetto e sintetizzò le informazioni dei suoi collaboratori, soprattutto studenti laureati in antropologia; tra questi vi fu anche Tamie Tsuchiyama, l'unica donna nippo-americana a contribuirvi, e Rosalie Hankey Wax.
Nella marina statunitense le donne scienziato condussero una vasta gamma di ricerche. Mary Sears, specializzata in oceanografia, studiò le tecniche oceanografiche militari nella sua qualità di direttrice del "Naval Oceanographic Office" (NAVOCEANO).
Florence van Straten, esperta in scienza dell'atmosfera nonché chimica, lavorò come ingegnere aerologica; studiò gli effetti delle condizioni climatiche sui combattimenti militari.

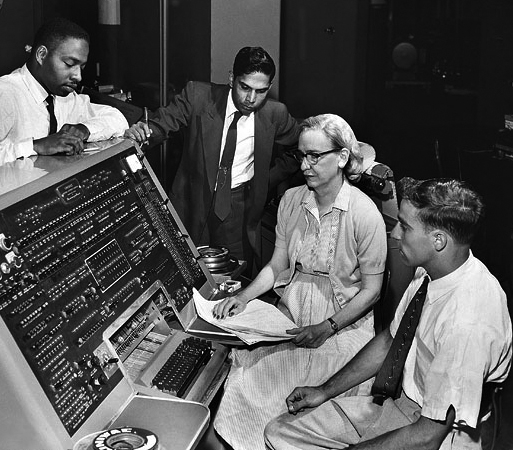
Grace Murray Hopper in laboratorio assieme ai suoi assistenti.

Grace Murray Hopper divenne uno dei primi programmatori dell'Harvard Mark I.
La matematica Mina Rees fu la principale assistente tecnica del "Applied Mathematics Panel" (AMP) del "National Defense Research Committee" (NDRC).

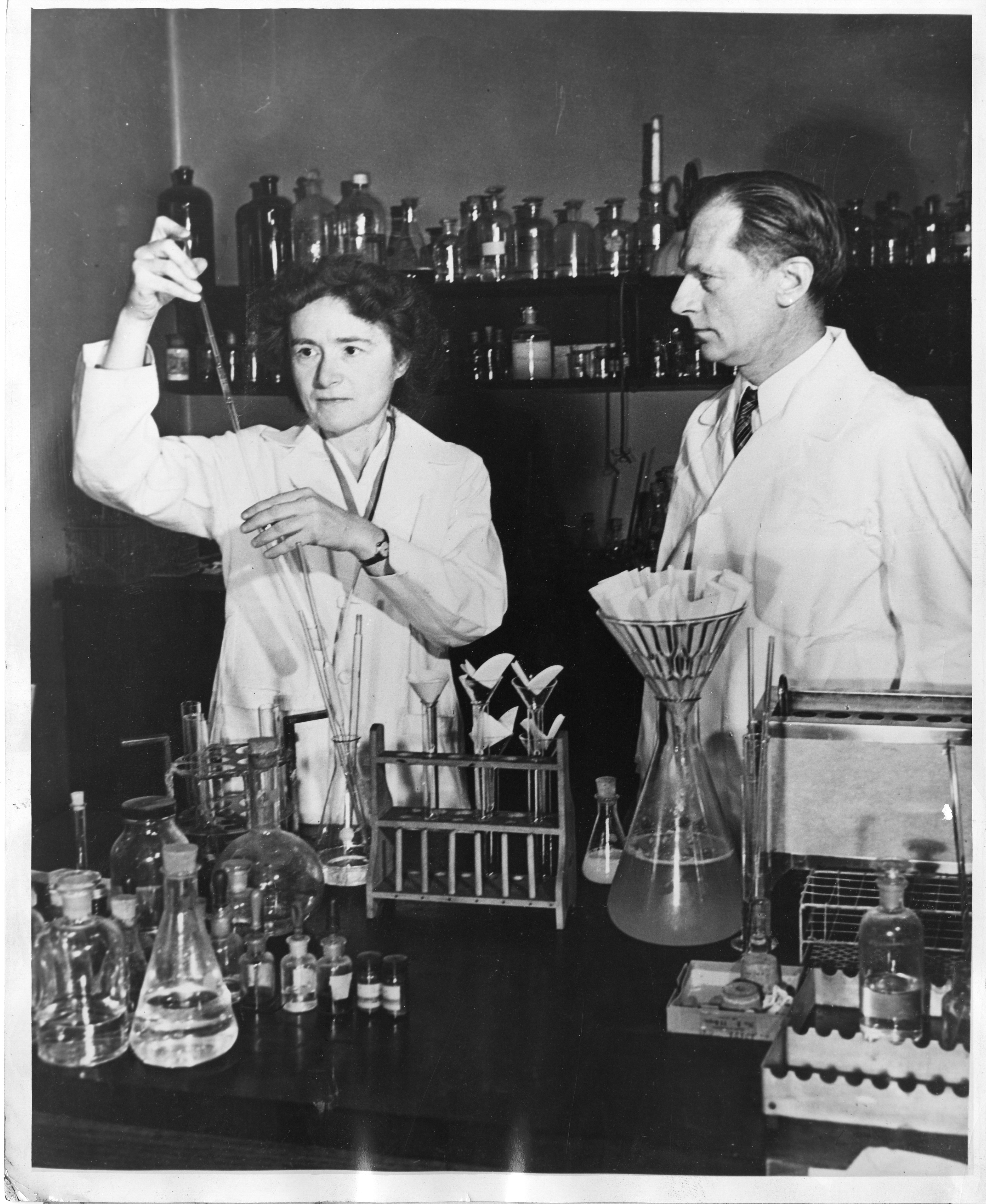
Gerty Theresa Cori in laboratorio assieme al marito e collega "Premio Nobel" Carl Ferdinand Cori nel 1947.

Gerty Theresa Cori fu un'esperta in biochimica che scoperse il meccanismo attraverso il quale il glicogeno, un polimero del glucosio, si trasforma nei muscoli per formare l'acido lattico e su come viene successivamente riformato come modo per memorizzare l'energia. Per questa scoperta lei e i suoi colleghi vennero premiati con il Premio Nobel per la medicina nel 1947, rendendola così la terza donna e la prima statunitense a vincere un Premio Nobel scientifico; fu inoltre la prima donna in assoluto ad essere premiata nel campo della fisiologia-medicina. Cori è tra gli scienziati commemorati da un francobollo statunitense.

### Seconda metà del XX secolo
Nina Byers, specializzata in fisica teorica, osserva che prima del 1976 i contributi foondamentali prodotti dalle donne nel campo della fisica furono raramente riconosciuti. Le donne per lo più lavorarono senza ricevere alcun compenso o in posizioni del tutto prive dello statuche avrebbero invece meritato; un tale squilibrio venne rimdiato solo con estrema gradualità.
Nel corso degli anni ottanta la storica della scienza Margaret W. Rossiter presentò due concetti per comprendere le statistiche di presenza femminile negli ambiti scientifici e gli svantaggi che le donne continuavano a soffrire; ha coniato i termini "segregazione gerarchica" e "segregazione territoriale" per descrivere, il primo, il fenomeno per cui si alza una barriera da parte della classe dirigenziale contro la presenza delle donne ed il secondo il fenomeno per cui le donne si raccolgono in gruppo nelle discipline scientifiche.
Un libro recente intitolato Athena Unbound fornisce un'analisi del corso vitale (basato su interviste e indagini) delle donne nella scienza, a partire dagli interessi acquisiti durante la prima infanzia, poi attraverso l'università, la laurea e l'intera durata del lavoro accademico. La tesi del testo è che "le donne si trovano ad affrontare una serie speciale di barriere legate al sesso nell'ingresso e ancor più nel successo delle carriere scientifiche e che persistono, nonostante i recenti progressi".

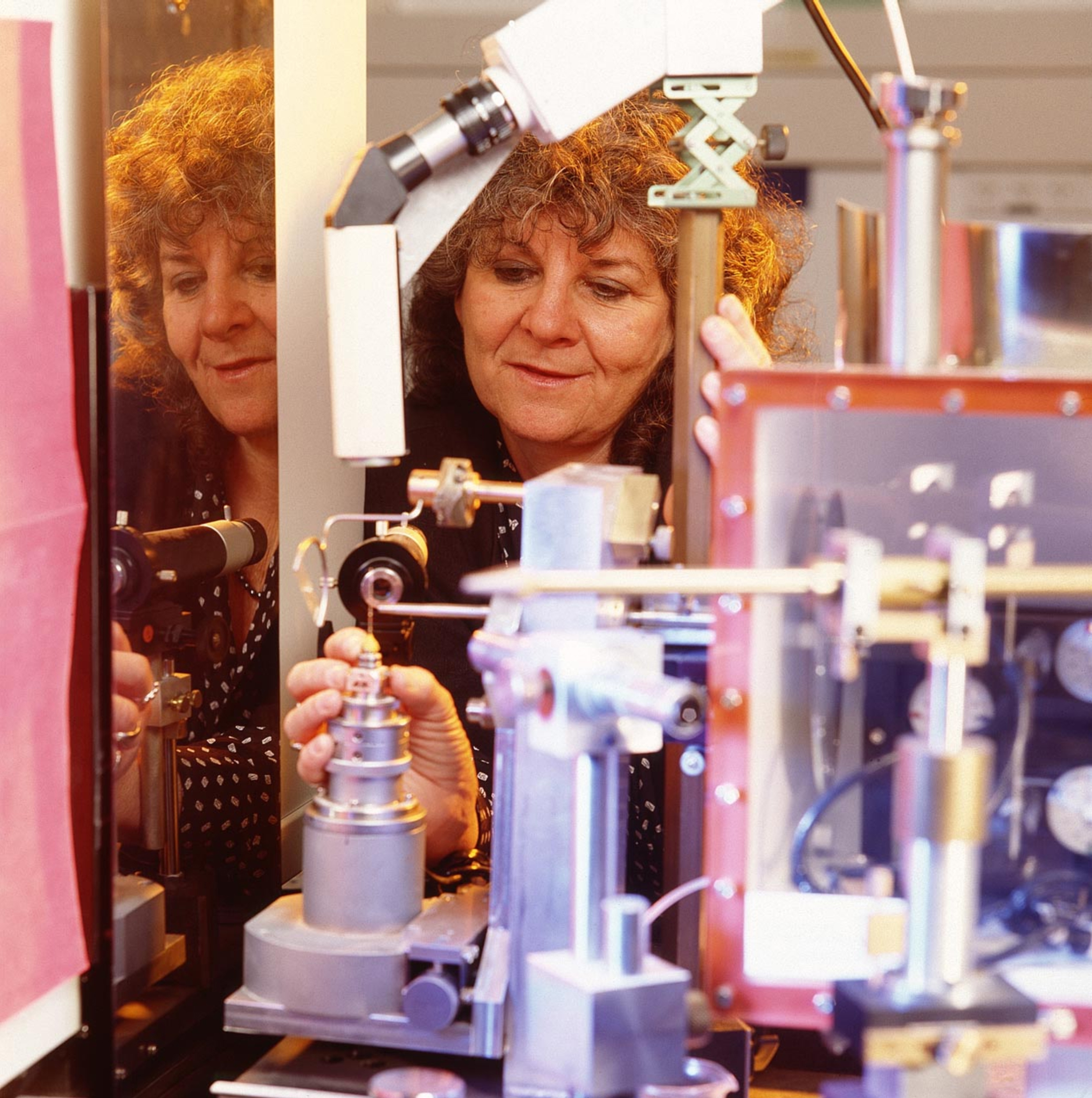
Ada Yonath al lavoro all'Istituto Weizmann.

Il premio L'Oréal-UNESCO Awards for Women in Science è stato istituito nel 1998, con premi alternati annuali tra scienza dei materiali e scienza della vita; viene assegnato un premio per ogni regione geografica dell'Africa e del Medio Oriente, dell'Asia-Oceania, dell'Europa, dell'America Latina e Caraibi ed infine dell'America del Nord. Fino al 2017 questi riconoscimenti sono stati dati a quasi 100 laureate provenienti da oltre 30 paesi. Due di queste hanno anche vinto il Premio Nobel, la studiosa di cristallografia Ada Yonath (2008) e Elizabeth Blackburn (2009).
Quindici promettenti giovani ricercatrici riceveranno annualmente una borsa di studio (l'International Rising Talent) per far accrescere dall'interno questo programma.

#### Europa dopo la seconda guerra mondiale
La fisica e radiobiologa sudafricana Tikvah Alper (1909-95), operante nel Regno Unito, ha sviluppato molti approfondimenti fondamentali sui meccanismi biologici, tra cui la scoperta (negativa) che l'agente infettivo nella scrapie potrebbe non essere un virus (biologia) o un'altra struttura eucariotica.

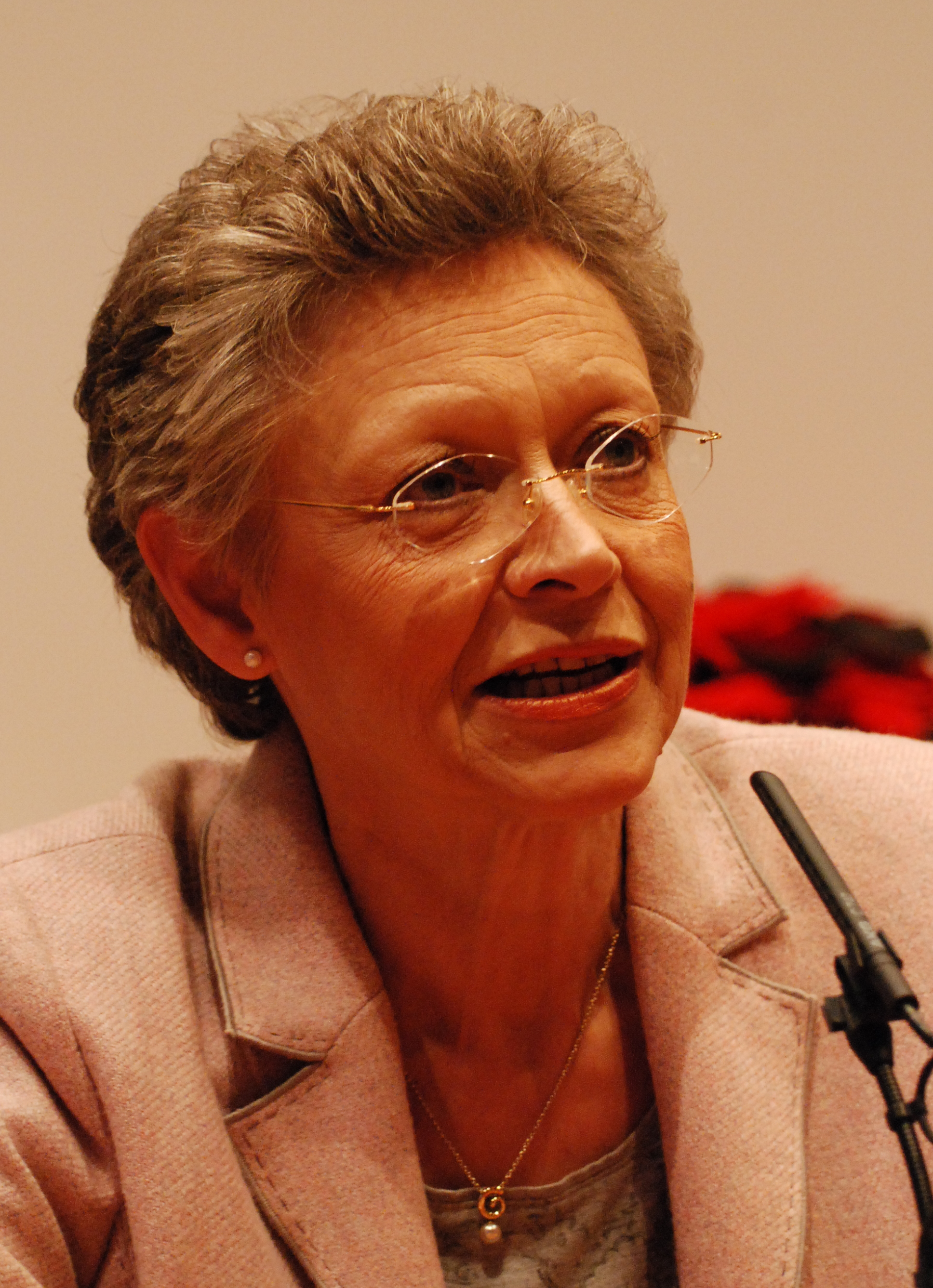
Françoise Barré-Sinoussi nel 2008.

La virologa francese Françoise Barré-Sinoussi ha svolto alcune delle attività fondamentali nell'identificazione del virus dell'immunodeficienza umana (HIV) come causa dell'AIDS, per le quali ha condiviso il premio Nobel per la medicina del 2008.
Nel luglio del 1967 Jocelyn Bell ha scoperto prove sull'esistenza del primo pulsar radio noto (PSR B1919+21), il che ha fatto guadagnare il premio Nobel per la fisica del 1974 al suo supervisore Antony Hewish. È stata presidentessa dell'Institute of Physics dall'ottobre del 2008 fino all'ottobre del 2010.
L'astrofisica Margaret Burbidge è stata uno dei membri del "gruppo B2FH" responsabile dello studio teorico sull'origine della nucleosintesi stellare, che spiega come gli elementi chimici si formano all'interno delle stelle. Ha svolto numerosi incarichi di prestigio, tra cui la direzione dell'Osservatorio di Greenwich.
Mary Cartwright è stata una matematico, studentessa di Godfrey Harold Hardy. Il suo lavoro sulle equazioni differenziali non lineari è stato influente nel campo del sistema dinamico.
Rosalind Franklin è stata una cristallografa, il cui lavoro ha contribuito a chiarire la conformazione e sviluppo delle strutture del carbone, della grafite, del DNA e dei virus (biologia). Nel 1953 il suo lavoro svolto sul DNA ha permesso a James Dewey Watson e a Francis Crick di concepire e fornire una base di ricerca sul loro modello della struttura del DNA. Watson e Crick sono stati premiati con il Nobel senza dare alcun merito a Franklin, morta di neoplasia nel 1958.

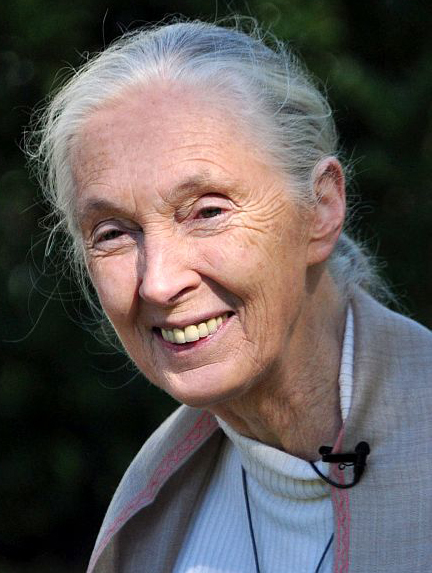
Jane Goodall nel 2010.

Jane Goodall è una primatologa britannica, considerata la più importante esperta mondiale di scimpanzé.
Dorothy Crowfoot Hodgkin ha analizzato la struttura molecolare di sostanze chimiche complesse studiando i modelli di diffrazione causati dai raggi X passanti attraverso i cristalli. Ha vinto il premio Nobel per la chimica del 1964.
Irène Joliot-Curie, figlia di Marie Curie, ha vinto il premio Nobel per la chimica del 1935 assieme al marito Frédéric Joliot-Curie per il loro lavoro sugli isotopi radioattivi (o radionuclide) che conducono alla fissione nucleare.
La paleoantropologa Mary Leakey ha scoperto il primo cranio di una scimmia fossile sull'isola di Rusinga, noto anche come Paranthropus.

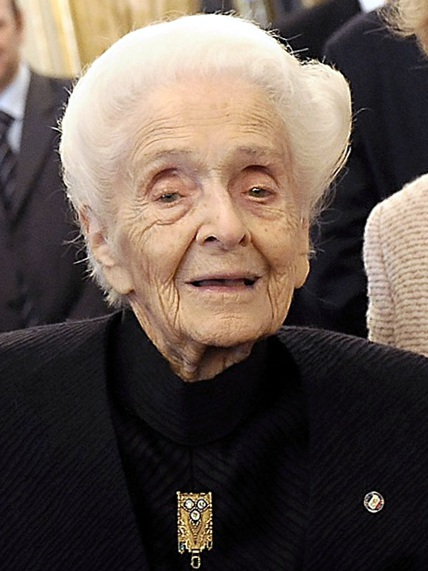
Rita Levi-Montalcini nel 2009.

La neurologa italiana Rita Levi-Montalcini ha ricevuto il Premio Nobel per la medicina del 1986 per la scoperta del fattore di crescita del nervo (NGF). È stata nominata senatore a vita (ordinamento italiano) nel 2001 ed è stata la persona insignita del Nobel più longeva di sempre.
L'ingegnera e accademica Amalia Ercoli-Finzi è stata la prima donna italiana laureata in ingegneria aerospaziale, presso il Politecnico di Milano, ateneo nel quale ha poi insegnato e ricoperto vari ruoli per molti anni; personalità di grande importanza a livello mondiale nel campo delle scienze e tecnologie aerospaziali, è consulente delle agenzie spaziali NASA ed ESA ed ha collaborato alle missioni Giotto e Rosetta.
La zoologa Anne McLaren ha condotto studi genetici che hanno portato ai progressi nel campo della fecondazione in vitro. È diventata il primo ufficiale donna della Royal Society in 331 anni.
Christiane Nüsslein-Volhard ha ricevuto il premio Nobel per la medicina del 1995 per la sua ricerca sul controllo genetico dello sviluppo embrionale. Ha anche dato vita alla "Fondazione Christiane Nüsslein-Volhard" per aiutare le giovani più promettenti scienziate tedesche.
Bertha Swirles è stata una fisica teorica che ha dato un certo numero di contributi all'iniziale teoria dei quanti. È anche co-autrice dei famosi Methods of Mathematical Physics assieme al marito Sir Harold Jeffreys.
Bessa Vugo è stata una fisiologa collaboratrice di Jacques Monod, il cui lavoro ha contribuito a comprendere la struttura delle papille gustative e di alcuni aspetti psicologici del senso del gusto.

#### Stati Uniti dopo la seconda guerra mondiale

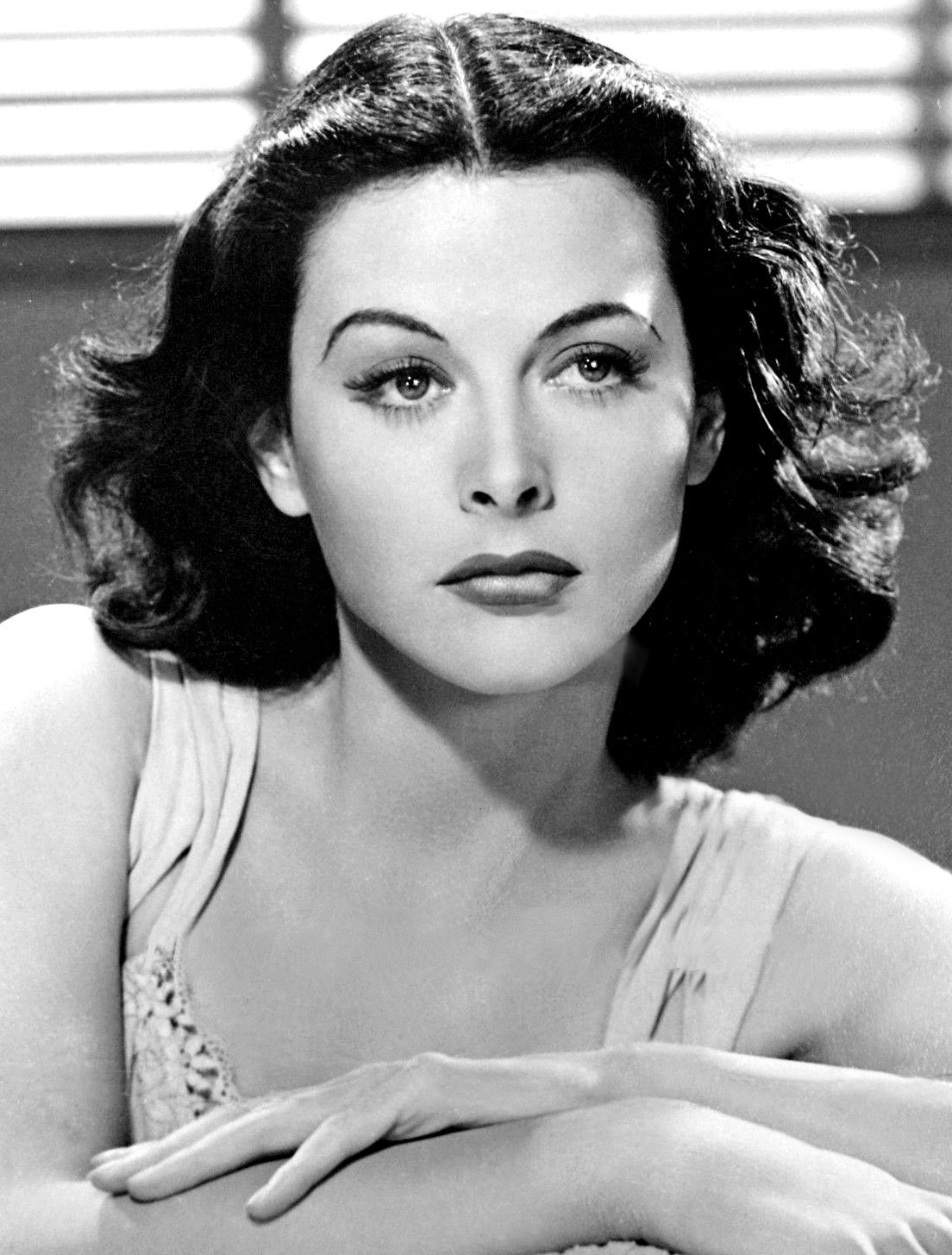
Hedy Lamarr, inventrice delle reti wireless

Soltanto agli inizi del ventunesimo secolo si è conosciuto il ruolo di Hedy Lamarr, attrice austriaca naturalizzata americana, come inventrice. Lamarr aveva studiato ingegneria all'Università di Vienna e, desiderosa di contribuire alla lotta contro il nazismo non solo partecipando alla vendita di obbligazioni del governo federale americano, come le altre star di Hollywood, sviluppò insieme al compositore George Antheil un sistema di guida a distanza per siluri. Il brevetto consiste in un sistema di modulazione per la codifica di informazioni da trasmettere su frequenze radio, verso un'entità che li riceverà nello stesso ordine con il quale sono state trasmesse. Praticamente ignorato durante la seconda guerra mondiale dalla Marina statunitense, è alla base della tecnologia di trasmissione segnale spread spectrum, usata nella telefonia e nelle reti wireless. Nel 2014 è stata inserita nel National Inventors Hall of Fame statunitense per il suo brevetto (US Patent No. 2,292,387).
Kathleen Antonelli, Jean Bartik, Betty Holberton, Marlyn Meltzer, Frances Spence e Ruth Teitelbaum erano sei dei programmatori originali per l'ENIAC, il primo computer elettronico generale.

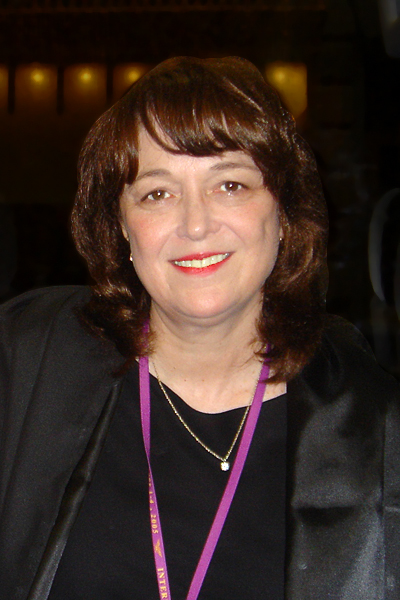
Linda Buck nel 2005.

Linda Buck è una neurobiologa che ha ricevuto il premio Nobel per la medicina del 2004 assieme a Richard Axel per il loro lavoro sui recettori olfattivi.
Biologa e attivista, Rachel Carson pubblica Primavera silenziosa, un'opera che affronta i pericoli causati dai pesticidi, nel 1962.
Eugenie Clark, popolarmente conosciuta come "The Shark Lady", è un'ittiologa nota per la sua ricerca sui pesci velenosi dei mari tropicali e sul comportamento degli squali.
Ann Druyan è una scrittrice, docente e autrice specializzata in cosmologia (astronomia) e divulgazione scientifica. Druyan ha accreditato la sua conoscenza della scienza ai vent'anni che aveva passato a studiare con suo marito Carl Sagan, piuttosto che attraverso una formale formazione accademica. È stata inoltre responsabile della selezione musicale, il Voyager Golden Record, da installare nel Voyager 1 e nel Voyager 2 alla partenza delle loro missioni esplorative. Druyan sponsorizza anche la navetta spaziale Cosmos 1.

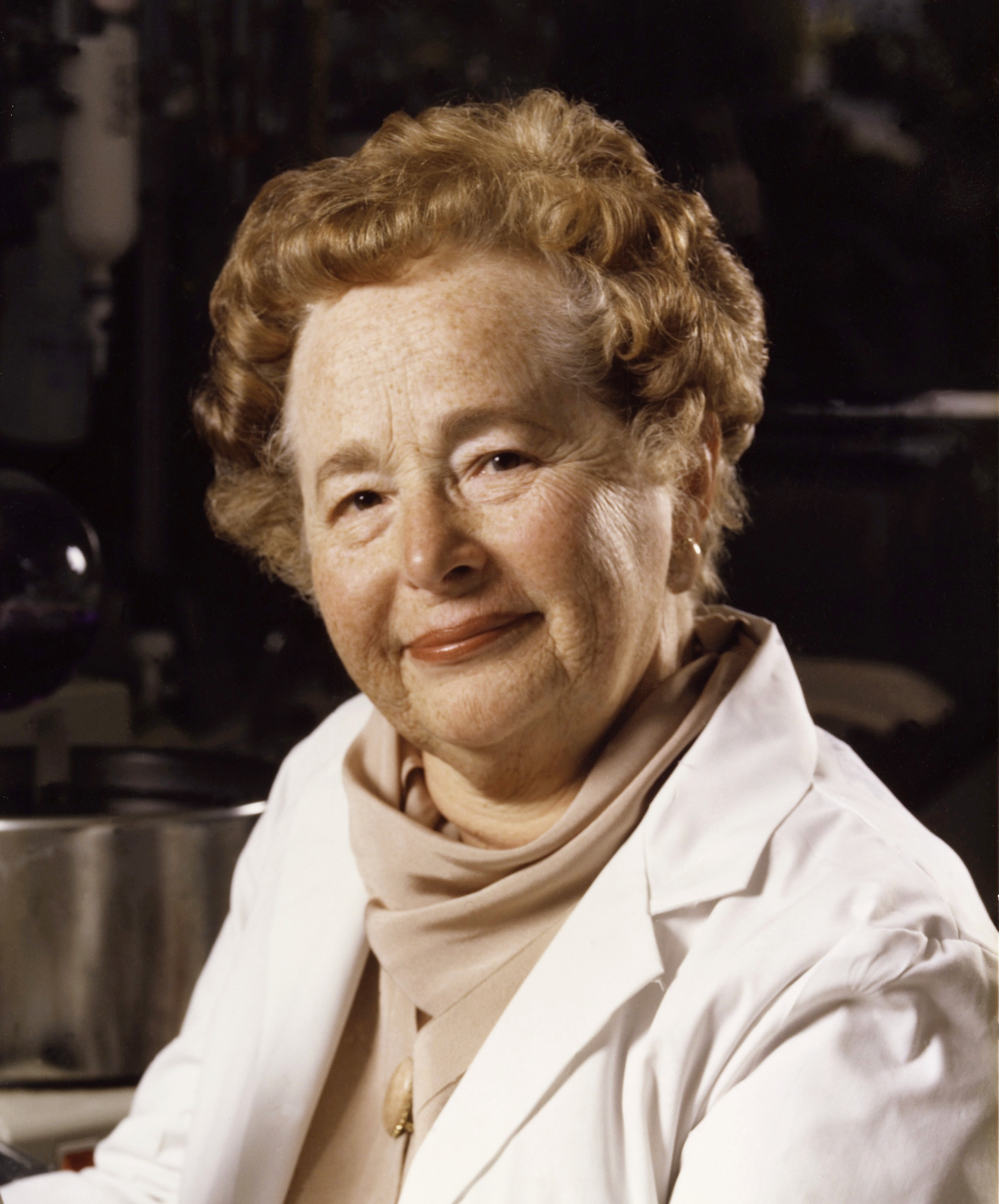
Foto di Gertrude Elion.

Gertrude Elion è stata una biochimica e farmacologa, gli viene assegnato il Premio Nobel per la medicina del 1988 per il suo lavoro sulle differenze nella biochimica tra le normali cellule umane e gli agenti patogeni.
Sandra M. Faber, assieme all'astronomo Robert Jackson, ha scoperto la Relazione di Faber-Jackson tra luminosità e velocità di dispersione stellare nella galassia ellittica. Ha inoltre anche diretto la squadra che ha scoperto il Grande Attrattore, una vastissima concentrazione di massa che sta trainando una serie di galassie vicine nella sua direzione.
La zoologa Dian Fossey ha lavorato con i gorilla in terra africana dal 1967 fino al suo omicidio avvenuto nel 1985.
L'astronoma Andrea Ghez ha ricevuto il MacArthur Fellows Program o "genius grant" nel 2008 per il suo lavoro sul superamento delle limitazioni dei telescopi terrestri.
Maria Goeppert-Mayer è stata la seconda vincitrice del Premio Nobel per la fisica per aver proposto il Modello nucleare a shell del nucleo atomico. All'inizio della sua carriera aveva lavorato in posizioni non ufficiali o volontarie presso l'università dove il marito era un professore; Goeppert-Mayer è uno dei numerosi scienziati i cui lavori sono commemorati da un francobollo statunitense.
Sulamith Goldhaber e suo marito Gerson Goldhaber hanno formato un gruppo di ricerca sul kaone e altre particelle ad alta energia nel corso degli anni cinquanta.

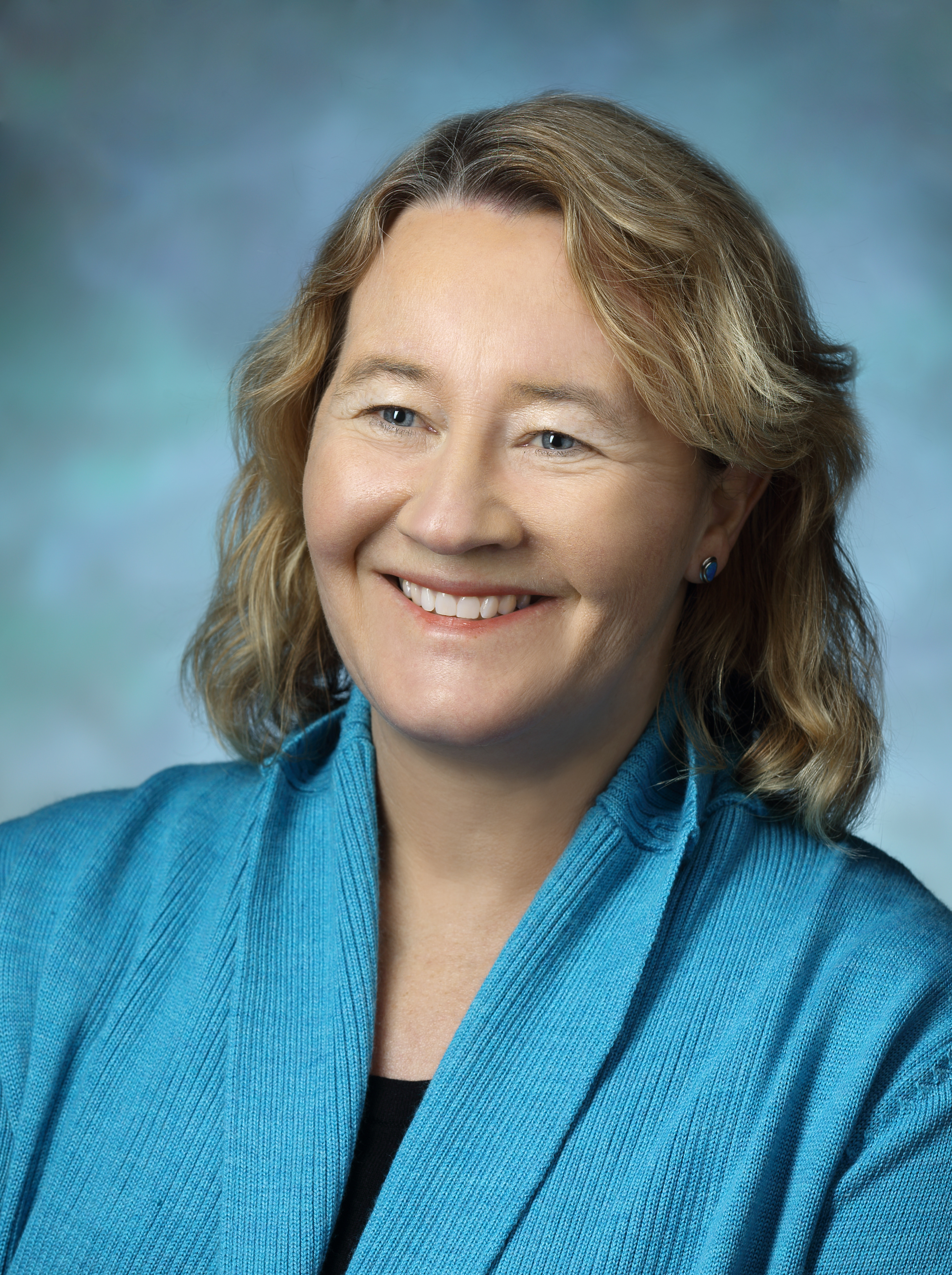
Carol W. Greider nel 2014.

Carol W. Greider e l'australiana Elizabeth Blackburn, insieme a Jack W. Szostak, hanno ricevuto il Premio Nobel per la medicina del 2009 per la scoperta di come i cromosomi sono protetti da telomeri e dall'enzima telomerasi.
La grande ammiraglia Grace Murray Hopper ha sviluppato il primo compilatore di computer mentre lavorava per la "Eckert–Mauchly Computer Corporation", realizzato nel 1952.
La squadra di Deborah S. Jin presso l'istituto di ricerca fisica "JILA" situato a Boulder (Colorado) ha prodotto nel 2003 il primo Condensato chirale, un nuovo stato della materia.
La ricercatrice Stephanie Louise Kwolek ha inventato il "polifenaphenilene tereftalamide", meglio conosciuto come Kevlar.
Lynn Margulis è una biologa conosciuta soprattutto per il suo lavoro sulla teoria di Endosimbiosi, la sua spiegazione sulla formazione dell'Organulo è ai giorni nostri generalmente accettata.

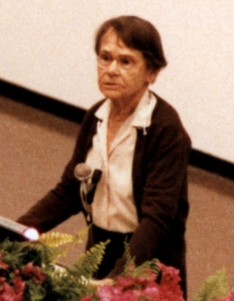
Barbara McClintock nel 1983.

Gli studi condotti da Barbara McClintock sulla genetica del mais hanno dimostrato una trasposizione genetica negli anni quaranta e cinquanta. Ha dedicato la sua intera vita alla ricerca ed ha ottenuto il premio Nobel per la medicina del 1983. McClintock è uno dei numerosi scienziati i cui lavori sono commemorati da un francobollo statunitense.
Nita Ahuja è una rinomata chirurga nota soprattutto per il suo lavoro sul cancro, attualmente è il primario capo della struttura chirurgica di oncologia presso il Johns Hopkins Hospital. Prima donna ad aver assunto una simile posizione in questo prestigioso dipartimento.
Carolyn Porco è una scienziata planetaria conosciuta soprattutto per il suo lavoro sul programma Voyager e sulla Missione spaziale Cassini-Huygens diretta verso Saturno. È anche nota per la sua opera di divulgazione scientifica, in particolare nel campo dell'esplorazione spaziale.
La fisica Helen Quinn, assieme con Roberto Peccei, ha postulato la Teoria di Peccei-Quinn di fisica delle particelle. Una sua conseguenza è l'esistenza dell'Assione, un candidato alla rappresentazione della materia oscura che pervade l'intero universo. La professoressa Quinn è stata la prima donna a ricevere il Premio Dirac e la "medaglia Oskar-Klein".

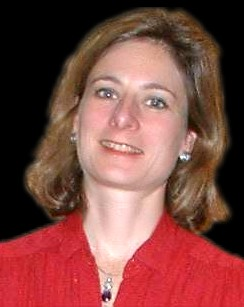
Lisa Randall nel 2005.

Lisa Randall è una fisica teorica e cosmologa, meglio nota per il suo lavoro sul "modello Randall-Sundrum". È stata la prima professoressa di fisica presso l'Università di Princeton.
Sally Ride è stata un'astrofisica e la prima donna americana, oltre che la più giovane, a viaggiare nello spazio (astronomia) esterno. Ride ha scritto ed è co-autrice di diversi libri sullo spazio rivolti ai bambini, con l'obiettivo di incoraggiarli a studiare la scienza. Ride ha partecipato anche al progetto Gravity Probe B il quale ha fornito ulteriori prove sul fatto che le previsioni della teoria della relatività generale di Albert Einstein risultano essere effettivamente corrette.
Attraverso le sue osservazioni sulle curve di rotazione della galassia l'astronoma Vera Rubin ha scoperto il problema della curva di rotazione della galassia, ora considerato uno dei fattori chiave di prova per l'esistenza della materia oscura. È stata la prima donna a osservare il cielo dall'Osservatorio di Monte Palomar.
Sara Seager è un'astronoma canadese-statunitense che è attualmente professoressa presso il Massachusetts Institute of Technology, conosciuta per il suo lavoro sui pianeti extrasolari.
L'astronoma Jill Tarter è la direttrice del progetto SETI.
Rosalyn Yalow è stata la vincitrice del premio Nobel per la medicina del 1977 (insieme a Roger Guillemin e a Andrew Viktor Schally) per lo sviluppo della tecnica di dosaggio radioimmunologico.